# Sicile
Pour les articles homonymes, voir Sicile (homonymie).
La Sicile (en sicilien : Sicilia ; en italien : Sicilia) est la plus grande île méditerranéenne ainsi que l'une des vingt régions d'Italie formée par cette île, qui en représente 98 % du territoire, et par les îles Éoliennes, Ustica, Égades, Pantelleria et Pélages.
Depuis 1946, elle est l'une des cinq régions autonomes italiennes dénommée officiellement Région sicilienne (en italien : Regione Siciliana).
Sa superficie de 25 708 km2 en fait la région la plus étendue d'Italie et son territoire est constitué de neuf anciennes provinces à leur tour partagées en 390 municipalités. Elle est également la seule région italienne à compter deux des dix villes les plus peuplées du pays : Palerme, son chef-lieu, et Catane. La langue officielle est l'italien, mais elle a sa propre langue parlée et écrite, le sicilien.
Le drapeau de la Sicile, la gorgone à trois jambes (Trinacria), représente les trois pointes de l'île, pointe ouest entre Trapani et Marsala, pointe nord-est de Messine (cap Peloro) et pointe sud-est de Portopalo di Capo Passero (cap Passero).

## Toponymie
L'origine du nom de Sicile est obscure. Il dérive du grec sik pour signifier île de la fertilité. Son ancien nom, Trinacria, renvoie à la forme de type triangulaire de l'île.

## Géographie

### Situation

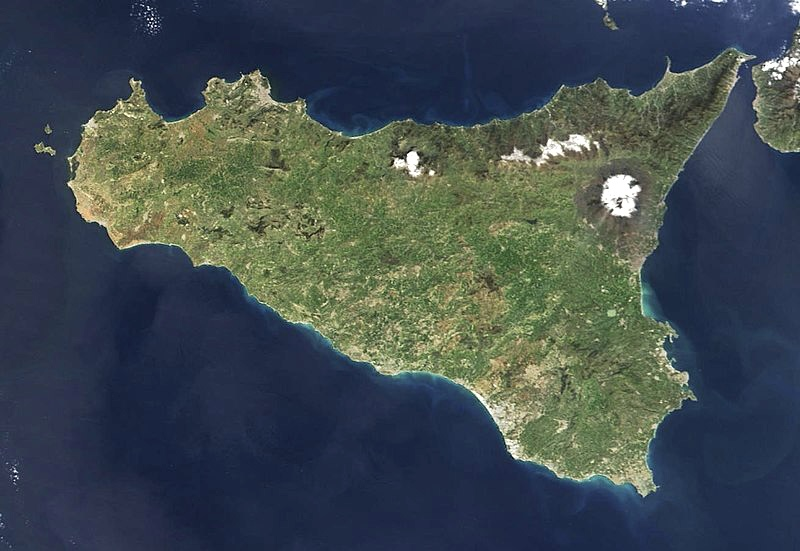
Image satellite de la Sicile en 2022.

La Sicile est une île d'Italie, bordée au nord par la mer Tyrrhénienne, à l'est par la mer Ionienne et au sud-ouest par la mer Méditerranée,  et située à l'ouest-sud-ouest de la Calabre méridionale. Elle fait partie du bassin oriental méditerranéen.
Au nord-est de l'île et à une trentaine de kilomètres de la côte, se situe l'archipel volcanique des îles Éoliennes (ou Lipari). Parmi elles, l'île de Stromboli, à 61 kilomètres au nord de Milazzo, est connue pour son volcan. Le territoire de la région se prolonge également au nord avec l'Île d'Ustica à l'ouest avec les îles Égades, au large de Trapani, au sud-ouest par l'île Pantelleria, enfin au sud par les îles Pélages.

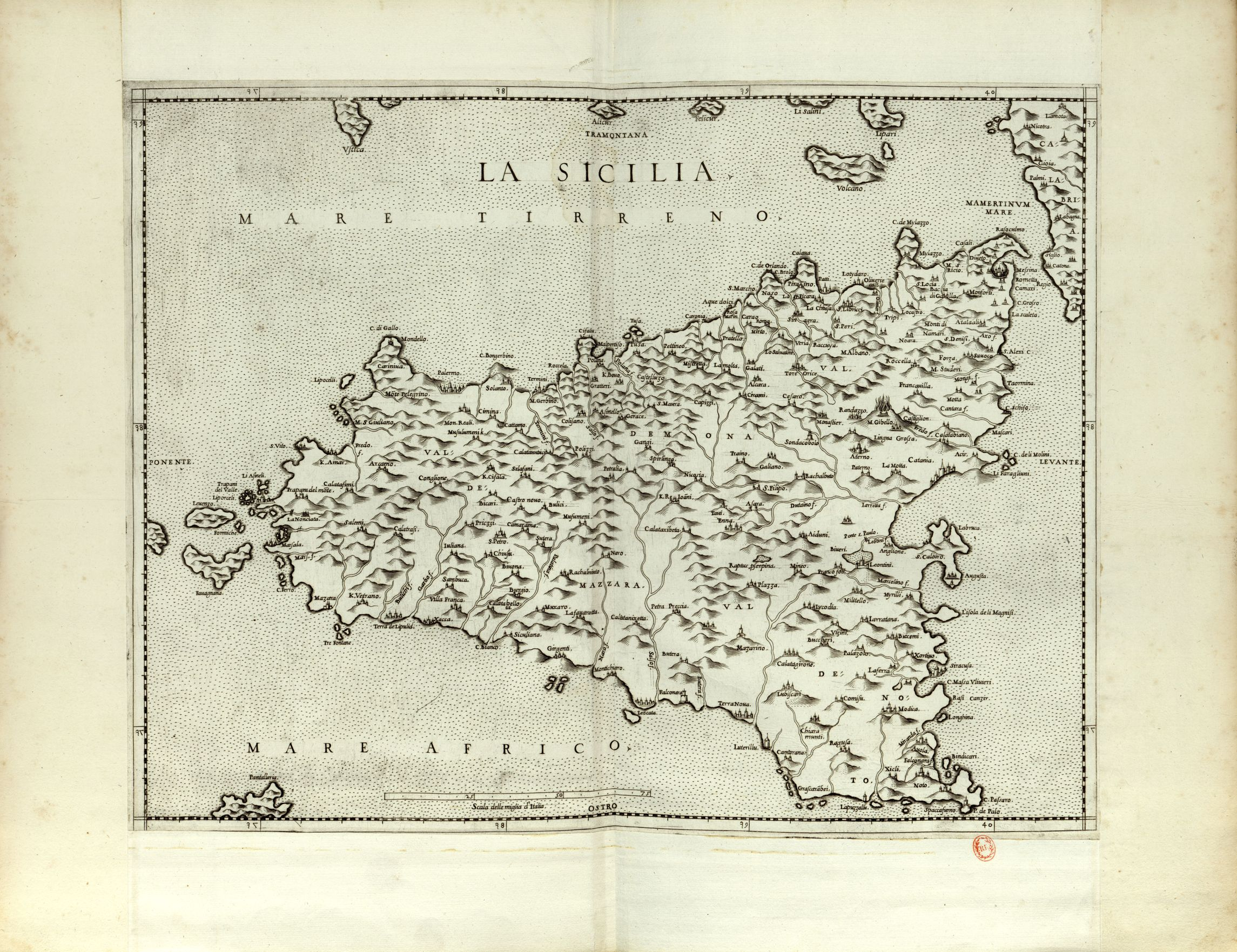
Carte ancienne de la Sicile, 1558.

La Sicile est séparée de la péninsule italienne par le détroit de Messine, large d'un peu plus de 3 kilomètres. Elle est aussi baignée à l'est par la mer Ionienne. À 86 km au sud-sud-ouest de Cava d'Aliga (Scicli) se situe l'île de Malte. Enfin, à 144 kilomètres à l'ouest-sud-ouest de l'extrémité occidentale de la Sicile se trouve le cap Bon, en Tunisie, séparé de la grande île italienne par le canal de Sicile.

### Géographie physique

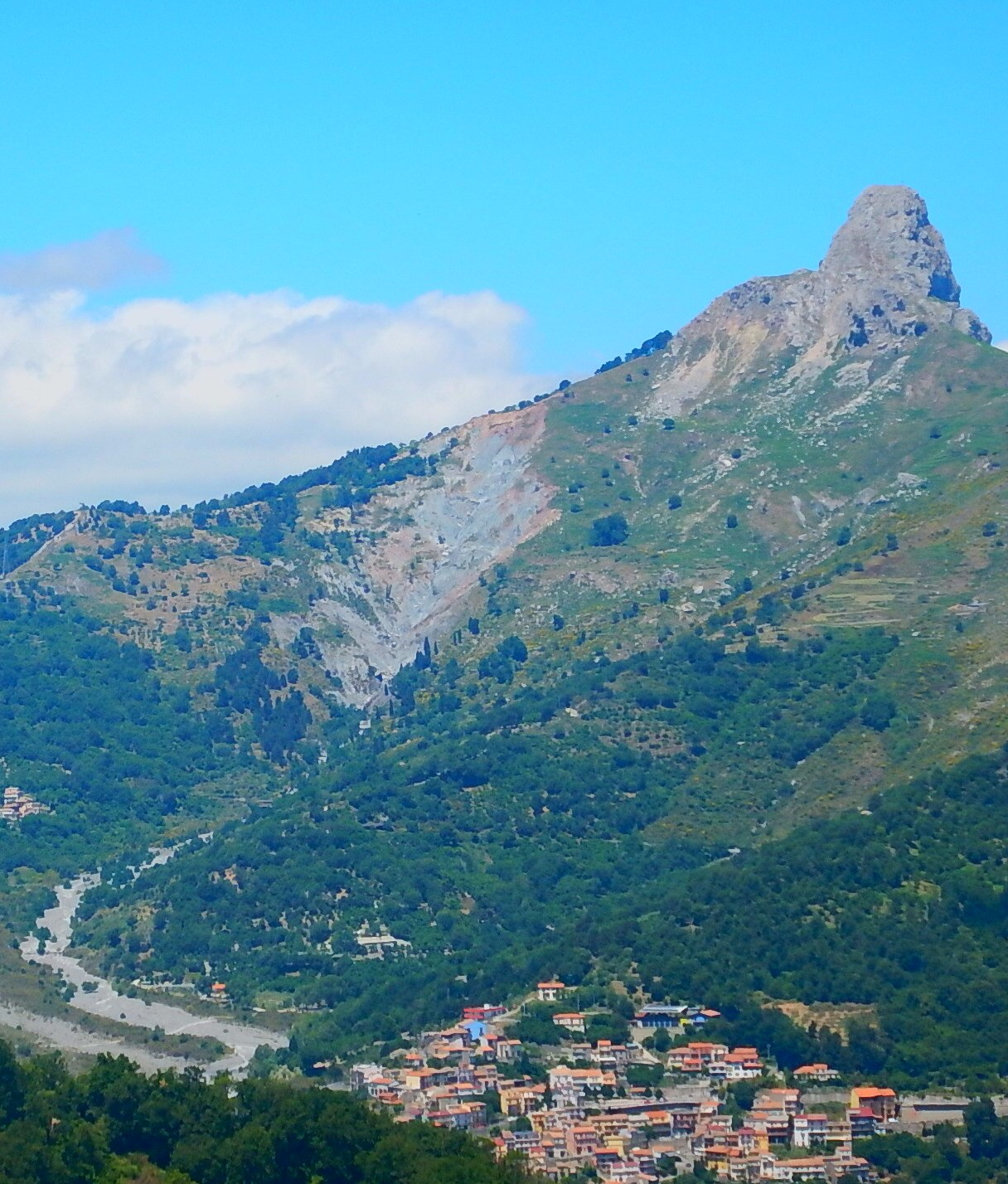
Rocca Novara, aussi appelé Rocca Salvatesta, monts Péloritains.

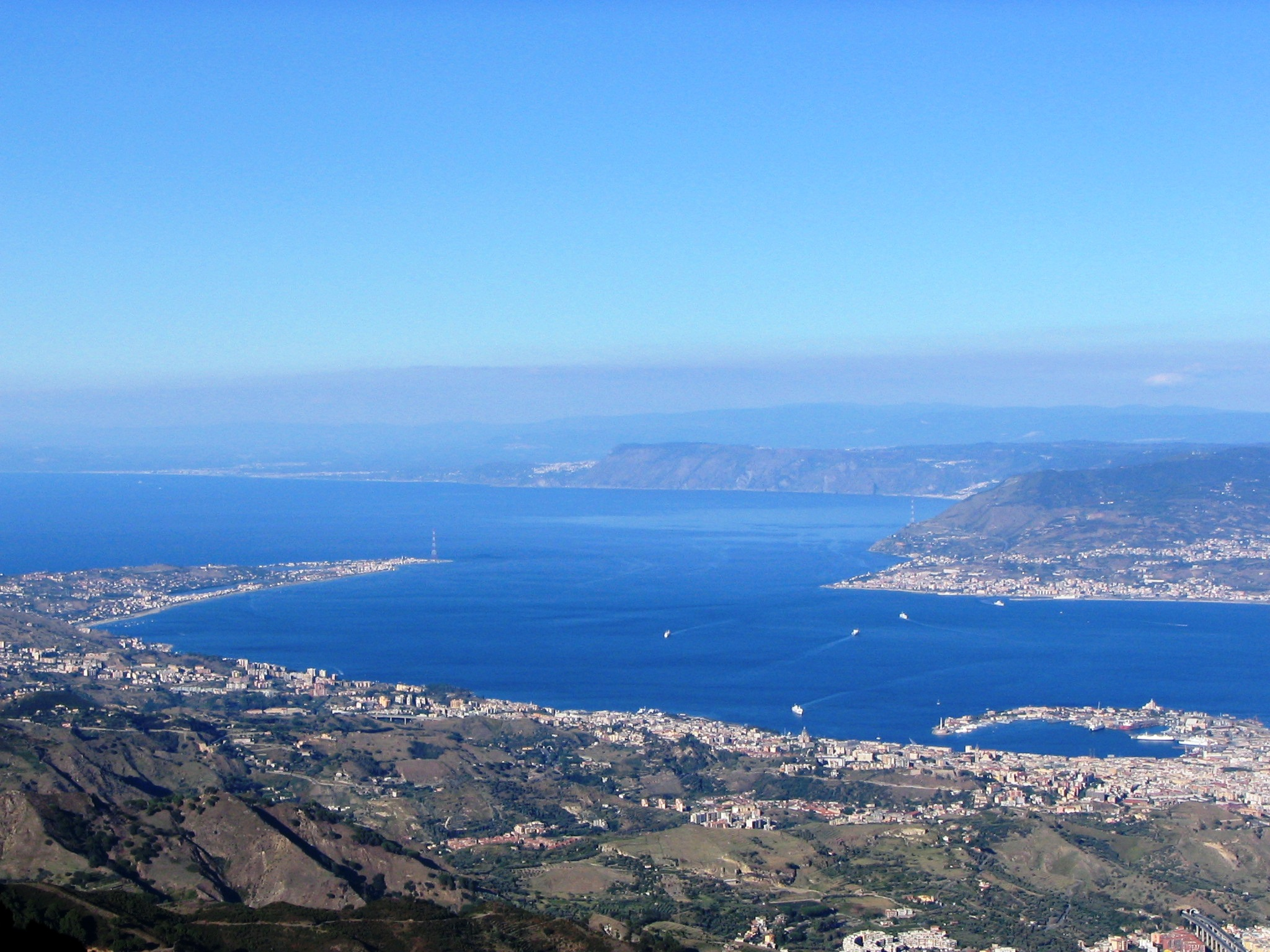
Détroit de Messine, vu de mont Dinnammare, monts Péloritains.

Les 25 708 km2 représentent 8 % de la superficie de l'Italie.
Le relief de l'île est majoritairement composé de collines (61 %), dans le centre et le sud, essentiellement argileuses et sablonneuses, avec quelques affleurements calcaires ou gypseux. Les montagnes couvrent 25 % du territoire, en particulier au nord avec les monts Péloritains (calcaires, 1 374 m d’altitude à la Montagna Grande), les Nébrodes (argilo-schisteux, 1 847 m au monte Soro) et les Madonies (calcaires, 1 979 m au pic Carbonara), prolongements des Apennins. La pointe sud-est est occupée par les plateaux calcaires des monts Hybléens (986 m au mont Lauro).
Il existe de rares plaines (14 %), notamment la plaine de Catane, qui couvre 30 km sur 50, et la Conca d'Oro.
Ses 1 484 kilomètres de côtes sont majoritairement rocheuses au nord et sableuses au sud, plus variées à l'est.
Localisée à la rencontre de la plaque eurasienne et de la plaque africaine, la Sicile est célèbre pour ses volcans, notamment l'Etna, l'un des plus actifs du monde, point culminant de l'île à 3 357 mètres, qui s'étend sur plus de 1500 km². Mais d'autres cratères se rencontrent aussi au nord-est, dans les îles Éoliennes : ce sont le Stromboli et le Vulcano. De ce fait, la Sicile est également exposée aux tremblements de terre, comme dans le Val di Noto en 1693, à Messine en 1908 ou dans la vallée du Belice en 1968.
Surnommée Trinacrie dans l'Antiquité grecque en raison de sa forme triangulaire, sa situation de verrou au centre de la mer Méditerranée lui a toujours conféré une position stratégique. Ceci explique en partie la richesse culturelle de l'île.

### Protection de la nature
La Sicile possède 238 zones protégées Natura 2000 couvrant 470 000 hectares.

### Fleuves et lacs

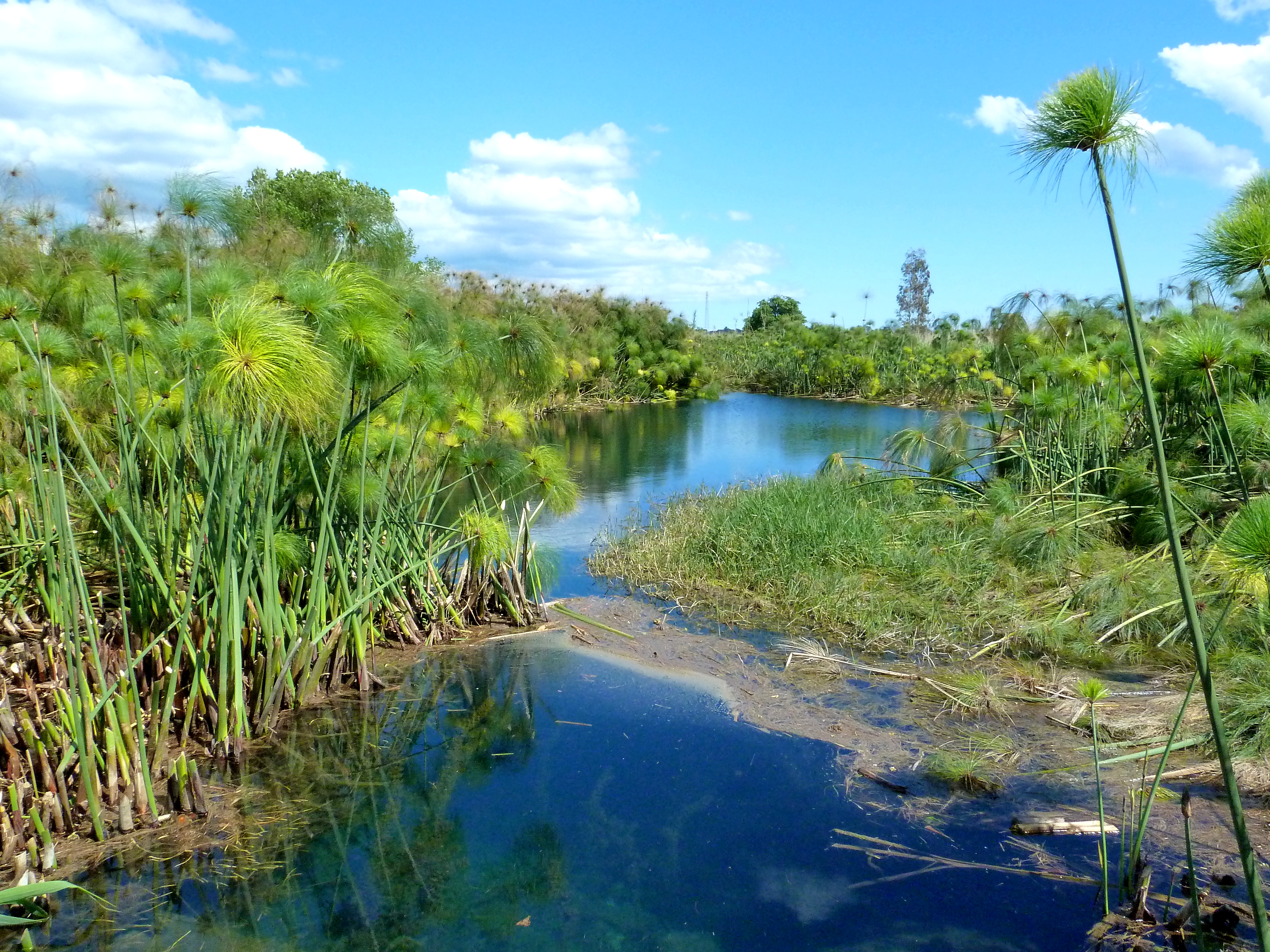
Le papyrus du fleuve Ciane.

Les fleuves siciliens sont tous de débit et d'étendue limités. Les cours d'eau apennins au nord sont appelés fiumare et sont à caractère torrentiel, sauf en été où ils sont presque perpétuellement à sec. Les seules rivières qui atteignent une taille appréciable sont l'Imera méridionale (ou Salso), la plus longue de l'île, et le Simeto, celui-ci ayant le bassin hydrographique le plus étendu. Le fleuve Simeto est aussi connu pour la découverte de l'ambre minéral (simetina).
Se jettent dans la mer Ionienne le Simeto, l'Alcantara, l'Agrò, le Ciane et l'Anapo ; dans la mer Tyrrhénienne l'Imera septentrionale et le Torto et dans le canal de Sicile le Platani, l'Imera méridionale (ou Salso) et le Belice. Seuls le lac de Pergusa et le lac de Lentini (semi-artificiel) sont naturels.

### Volcans

Éruption du Stromboli.

À cause de sa position, la région et les îles avoisinantes sont concernées par une intense activité volcanique. Les volcans les plus importants sont : l'Etna, le Stromboli et le Vulcano. Ils ont la singularité d'appartenir à trois typologies différentes : éruptions de laves basaltiques entrecoupées de périodes de calme, pour la première typologie ; éruptions continues et fontaines de lave, pour la seconde, dont les caractéristiques ont été prises comme un modèle typologique par des scientifiques dans le domaine, qui ont forgé l'expression type strombolienne pour désigner les activités similaires des volcans terrestres ; enfin typologie de type explosive ou plinienne pour la troisième, caractérisée par de longues périodes de calme apparent et des éruptions violentes.

### Climat
Située au sud de la péninsule italienne, l'île bénéficie d'un climat méditerranéen, aux hivers doux et humides et aux étés chauds et très secs. L'aridité est marquée dans le sud, directement atteint par le sirocco. La Sicile souffre d'ailleurs d'un déficit chronique en eau et une pénurie d'eau potable, la sécheresse durant de 4 à 6 mois.
La Sicile possède une grande diversité climatique du fait de son relief. Sur la côte en été, à Palerme par exemple, le mercure ne descend jamais en dessous des 20 °C la nuit et peut grimper à 35 °C en journée. En hiver, au sommet de l'Etna, il peut faire −3 °C, où les précipitations au sommet sont sous forme de neige, mais sur la côte (toujours à Palerme pour exemple), il peut y faire au même moment 15 °C. Les précipitations subites et violentes durant l'automne et l'hiver font écrire à Giuseppe Tomasi di Lampedusa « les pluies, toujours impétueuses, qui rendent fous les torrents desséchés, qui noient bêtes et gens là où, deux semaines plus tôt, les unes et les autres crevaient de soif. ».
La variété des paysages de la Sicile ne permet pas d’attribuer un climat homogène à l’ensemble de l’île. Une végétation typiquement méditerranéenne et subtropicale s'y développe. C'est un climat méditerranéen avec des tonalités africaines. Ainsi, le sirocco est un vent très chaud (plus de 40 °C) et sec, venant du Sud ou du Sud-Est, qui s'abat en été sur la Sicile. Ce vent, naissant dans le désert africain, provoque des pics de chaleur et apporte même parfois du sable du désert du Sahara.
Catane est la ville la plus chaude de la Sicile — les étés torrides dépassent les 45 °C — mais avec des hivers plus frais que sur la partie occidentale de l'île. Enna, ville située au centre de la Sicile, possède des étés chauds comme sur la côte mais des hivers frais, à cause de l'altitude de la localité.
Le record de chaleur sur l'île (et record européen) est de 48,8 °C mesuré le 11 août 2021 à Floridia appartenant à la province de Syracuse.
| Mois                              | jan. | fév. | mars | avril | mai  | juin | jui. | août | sep. | oct. | nov. | déc. | année |
| --------------------------------- | ---- | ---- | ---- | ----- | ---- | ---- | ---- | ---- | ---- | ---- | ---- | ---- | ----- |
| Température minimale moyenne (°C) | 8,9  | 8,4  | 9,9  | 11,9  | 15,8 | 19,7 | 22,3 | 23,1 | 20,2 | 17,4 | 13,5 | 10,2 | 16    |
| Température maximale moyenne (°C) | 14,7 | 14,6 | 16,9 | 19,3  | 23,8 | 27,9 | 30,4 | 30,9 | 27,4 | 24,3 | 19,6 | 15,8 | 23    |
| Précipitations (mm)               | 71   | 65   | 59   | 44    | 25   | 12   | 5    | 13   | 41   | 98   | 94   | 80   | 610   |

| Mois                              | jan. | fév. | mars | avril | mai  | juin | jui. | août | sep. | oct. | nov. | déc. | année |
| --------------------------------- | ---- | ---- | ---- | ----- | ---- | ---- | ---- | ---- | ---- | ---- | ---- | ---- | ----- |
| Température minimale moyenne (°C) | 6,9  | 8,4  | 9,9  | 12,2  | 15,8 | 20,7 | 22,3 | 23,1 | 21,2 | 19,4 | 12,5 | 8,2  | 15,5  |
| Température maximale moyenne (°C) | 14,7 | 15,6 | 16,9 | 18,3  | 23,8 | 25,9 | 33,4 | 30,7 | 27,4 | 24,3 | 18,6 | 15,8 | 22,1  |

| Mois                              | jan. | fév. | mars | avril | mai  | juin | jui. | août | sep. | oct. | nov. | déc. | année |
| --------------------------------- | ---- | ---- | ---- | ----- | ---- | ---- | ---- | ---- | ---- | ---- | ---- | ---- | ----- |
| Température minimale moyenne (°C) | 7,7  | 8,3  | 9,4  | 11,2  | 14,8 | 18,7 | 20,3 | 20,1 | 21,2 | 19,4 | 12,5 | 10,2 | 14,4  |
| Température maximale moyenne (°C) | 13,7 | 14,6 | 15,9 | 18,3  | 22,8 | 25,9 | 29,8 | 29,7 | 27,4 | 24,3 | 20,6 | 18,8 | 21,8  |

| Mois                              | jan. | fév. | mars | avril | mai  | juin | jui. | août | sep. | oct. | nov. | déc. | année |
| --------------------------------- | ---- | ---- | ---- | ----- | ---- | ---- | ---- | ---- | ---- | ---- | ---- | ---- | ----- |
| Température minimale moyenne (°C) | 8,1  | 8,3  | 9,4  | 10,2  | 12,9 | 17,7 | 19,3 | 21,1 | 18,2 | 15,4 | 12,5 | 10,2 | 13,6  |
| Température maximale moyenne (°C) | 15,3 | 15,5 | 17,7 | 19,9  | 23,4 | 27,7 | 30,3 | 30,7 | 28,4 | 24,3 | 19,6 | 16,6 | 22,4  |

| Mois                              | jan. | fév. | mars | avril | mai  | juin | jui. | août | sep. | oct. | nov. | déc. | année |
| --------------------------------- | ---- | ---- | ---- | ----- | ---- | ---- | ---- | ---- | ---- | ---- | ---- | ---- | ----- |
| Température minimale moyenne (°C) | 7,7  | 8,4  | 9,3  | 10,8  | 12,4 | 17,7 | 19,9 | 21,1 | 18,2 | 15,4 | 12,2 | 11,1 | 13,6  |
| Température maximale moyenne (°C) | 15,7 | 15,8 | 17,7 | 20,9  | 23,3 | 28,7 | 31,3 | 31,7 | 28,4 | 24,3 | 19,6 | 16,6 | 22,8  |

| Mois                              | jan. | fév. | mars | avril | mai  | juin | jui. | août | sep. | oct. | nov. | déc. | année |
| --------------------------------- | ---- | ---- | ---- | ----- | ---- | ---- | ---- | ---- | ---- | ---- | ---- | ---- | ----- |
| Température minimale moyenne (°C) | 5,5  | 7,4  | 8,6  | 10,1  | 12,4 | 15,7 | 18,9 | 20,1 | 18,8 | 15,5 | 11,2 | 7,7  | 12,7  |
| Température maximale moyenne (°C) | 13,7 | 16,8 | 18,5 | 20,7  | 23,3 | 28,7 | 30,3 | 31,6 | 28,4 | 24,3 | 16,9 | 14,6 | 22,4  |

| Mois                              | jan. | fév. | mars | avril | mai  | juin | jui. | août | sep. | oct. | nov. | déc. | année |
| --------------------------------- | ---- | ---- | ---- | ----- | ---- | ---- | ---- | ---- | ---- | ---- | ---- | ---- | ----- |
| Température minimale moyenne (°C) | 7,3  | 7,5  | 9,6  | 10,1  | 12,4 | 15,7 | 18,8 | 20,1 | 19,5 | 15,5 | 11,2 | 7,6  | 12,9  |
| Température maximale moyenne (°C) | 13,7 | 16,8 | 18,5 | 20,2  | 23,3 | 28,7 | 30,3 | 31,1 | 28,8 | 24,3 | 16,6 | 14,4 | 22,2  |

| Mois                              | jan. | fév. | mars | avril | mai  | juin | jui. | août | sep. | oct. | nov. | déc. | année |
| --------------------------------- | ---- | ---- | ---- | ----- | ---- | ---- | ---- | ---- | ---- | ---- | ---- | ---- | ----- |
| Température minimale moyenne (°C) | 7,8  | 8,8  | 9,6  | 10,1  | 12,2 | 17,7 | 19,9 | 21,1 | 18,8 | 15,5 | 12,2 | 11,1 | 13,7  |
| Température maximale moyenne (°C) | 15,7 | 15,8 | 17,5 | 20,7  | 23,3 | 28,6 | 31,2 | 31,6 | 28,4 | 24,3 | 19,9 | 16,6 | 23,6  |

### Géographie humaine
Peuplée de plus de 5 millions d'habitants, la Sicile reste, malgré des vagues successives d'émigration, une région densément peuplée. Sa densité est de 197 habitants/km2, contre 68,7 pour la Sardaigne et 32 pour la Corse.
La population se concentre dans trois grandes villes, essentiellement sur les côtes nord et est : Palerme (1 million d'habitants), Catane (500 000 habitants), Messine (300 000 habitants), ainsi que dans de multiples bourgs et petites villes à l'habitat groupé. L'habitat rural dispersé est rare. En 2013, les provinces de Caltanissetta et d'Enna ne représentaient que 5,4 % à et 3,4 % de la population sicilienne. Palerme, Messine et Catane emploient 58,8 % de la population active de l'île.
Les grandes propriétés agricoles extensives, les latifundia, apparues sous la Rome antique, ont marqué fortement l'économie et l'occupation humaine de l'île. Processus interrompu sous l'occupation musulmane, et limité par l'émergence sous les Normands d'un millier de petits villages ruraux (casal), le latifundium reprend ses droits après Frédéric II, jusqu'à l'époque moderne. Les terres appartenaient à des grandes familles, à l’Église et ses communautés, et au Roi, exploitées par des massari qui ne les habitaient pas.
Terre d'émigration massive vers l'Europe du Nord et vers l'Amérique du XIXe siècle jusque dans les années 1980, la Sicile accueille désormais des populations immigrées, même si celles-ci ne constituent que 4 % du total des habitants de l'île. La Sicile est également devenue une zone de transit pour l'immigration clandestine de l'Afrique vers l'Europe du Nord à partir de Lampedusa.

## Histoire

### Chronologie succincte
- v. 20 000 av. J.-C. : installation des premiers hommes venus de la péninsule italienne[12],[13]
- IIIe millénaire av. J.-C. : arrivée des Sicanes au nord de l'île[14]
- fin du IIIe millénaire av. J.-C. : arrivée des gens de dolmens de la péninsule ibérique[15]
- v. 1270 av. J.-C. : arrivée des Sicules au sud de l'île[14]
- VIIIe siècle av. J.-C. : comptoirs phéniciens au nord-ouest (Palerme) ; colonisation grecque à l'est (Naxos, Syracuse, Zanclus, Messine)
- VIIe et VIe siècles av. J.-C. : époque des tyrans
- Vers 550 av. J.-C. : défaite des Grecs face au général carthaginois Malkos
- 480 av. J.-C. : défaite carthaginoise à Himère
- 241 av. J.-C. : Carthage cède la Sicile à Rome après la première guerre punique
- 468-476 : domination des Vandales
- 491 : domination des Ostrogoths
- 535 : prise de Palerme par l'Empire romain d'Orient ; à l'issue de la Guerre des Goths (535-553), l'île fait partie de l'Italie byzantine et forme le « thème » de Sicile
- 827–878 : conquête musulmane par la dynastie arabe des Aghlabides venue de Tunisie
- 1060 : début de la conquête normande et fin de la domination musulmane en 1091
- 1130-1194 : royaume normand de Sicile
- 1194-1266 : période impériale : règne des empereurs Henri VI et Frédéric II
- 1266-1282 : période angevine (domination du royaume de France)
- 1282 : Vêpres siciliennes
- 1282-1415 : période aragonaise
- 1415-1713 : domination espagnole sur la Sicile
- 1713-1735 : période d'instabilité : maison de Savoie, empereur Habsbourg
- 1735-1860 : maison des Bourbons d'Espagne
- 1861 : royaume moderne d'Italie
- 1943 : débarquement américain à Gela
- 1946 : statut d'autonomie régionale
- 1981-1983 : deuxième guerre de la mafia : assassinat du préfet de Palerme, le général Carlo Alberto Dalla Chiesa
- 1992 : assassinat par la mafia des juges Giovanni Falcone et Paolo Borsellino

### Premiers habitants

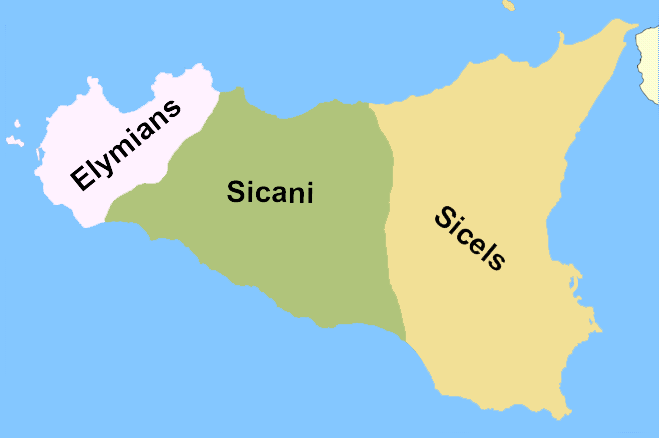
Localisation des différentes tribus en Sicile avant la colonisation grecque.

En Sicile, l'ascendance pastorale des steppes arrive vers 2 200 av. J.-C., en partie en provenance d'Ibérie.
À partir du IIe millénaire av. J.-C., l'île est occupée par trois peuples : les Sicanes, les Sicules et les Élymes.
Les Sicanes, sans doute d'origine ibérique, étaient implantés dans l'ouest de l'île. Les Sicules, originaires de la péninsule et arrivés postérieurement, s'établirent dans le centre et l'est. Ils donnèrent leur nom à la Sicile qui s'appelait auparavant Trinakie.
À côté des Sicules à l'est et des Sicanes à l'ouest, la tradition littéraire indique que la région nord-ouest de l'île était habitée par les Élymes. L'image de ces derniers est plutôt floue et il est difficile d'en déterminer l'origine (attribuée tantôt à l'Anatolie, tantôt à l'Italie péninsulaire). Elle est généralement basée sur la langue et de récentes considérations indiqueraient une filiation italique.
Les études génétiques montrent que l'ascendance liée aux fermiers venus d'Iran arrive dans l'île au milieu du IIe millénaire av. J.-C. [réf. nécessaire]. Elle est contemporaine de sa propagation précédemment documentée en mer Égée. Ces études montrent également un remplacement de population à grande échelle après l'âge du bronze.

### Antiquité

#### Colonisation de la Sicile
À partir du VIIIe siècle av. J.-C., les Phéniciens fondent des comptoirs commerciaux en Sicile. Ceux-ci, souvent établis sur des promontoires ou des îles voisines de la côte, sont concentrés à la pointe nord-occidentale comme Palerme, Solonte ou Motyé.

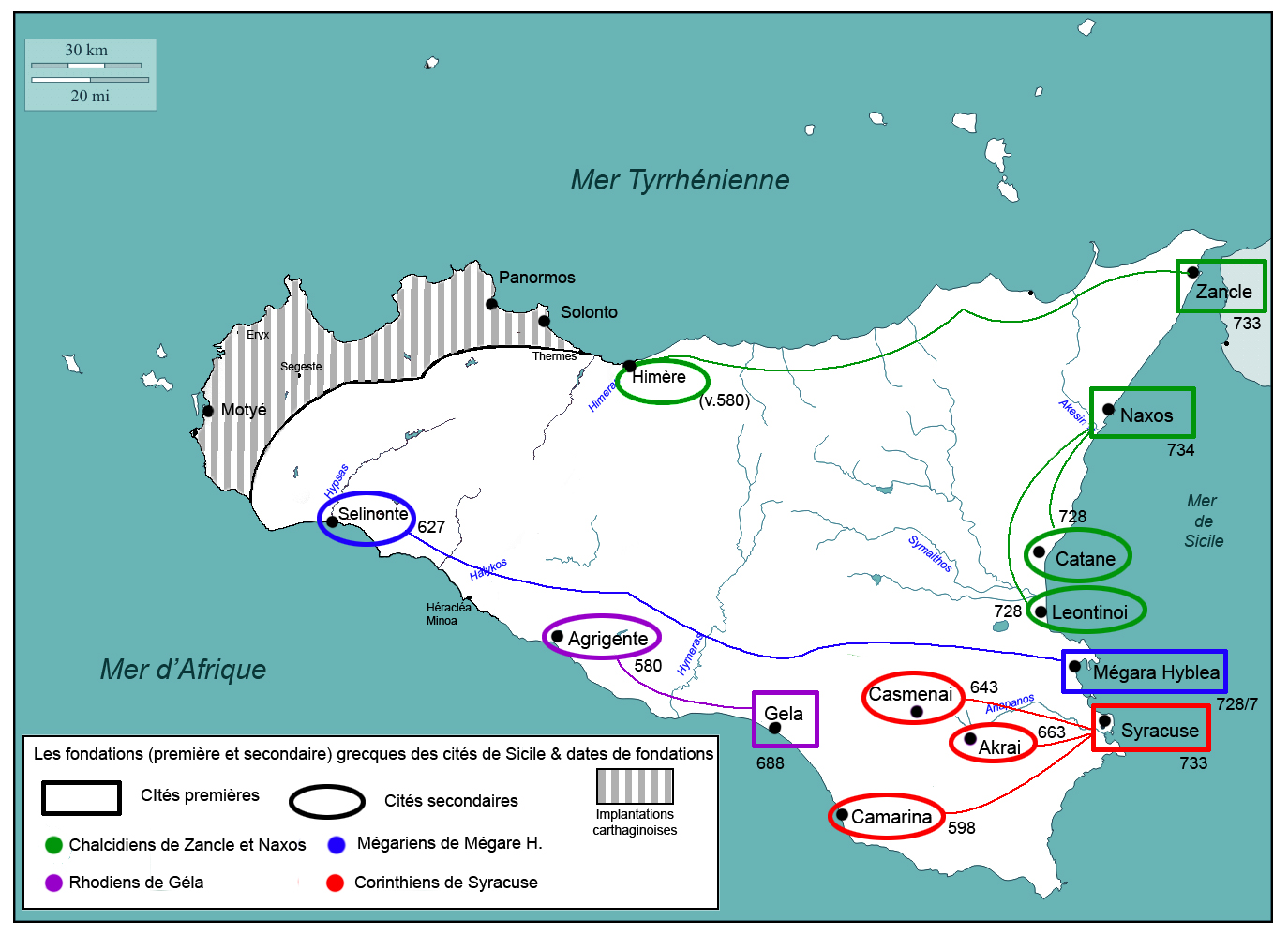
Les fondations (premières et secondaires) grecques des cités de Sicile & dates de fondations.

La colonisation grecque est due à quatre causes principales :
- sténochoria, un manque de terre qui a poussé les Grecs à chercher des terres plus fertiles : en particulier en Sicile ;
- phénomène épisodique, situation conjoncturelle : sécheresse entraînant la mort des arbres ;
- phénomène commercial : besoins de chercher des matières premières (métaux : cuivre, fer) insuffisantes en Grèce, ce qui amène à se diriger vers des zones d’approvisionnement : Étrurie (Italie autour de Rome), Andalousie (Espagne) ;
- conflits politiques qui déchirent les métropoles, témoignage de l’émergence de la communauté politique, de l’aristocratie.

Les écrits de Thucydide permettent de déduire les dates de fondations des cités :
- 735 : Naxos, par les Chalcidiens ;
- 734 : Syracuse, par les Corinthiens ;
- 729 : Catane par les Chalcidiens et Leontinoi par Naxos (colonisation secondaire) ;
- 728-727 : Megara Hyblæa, par les Mégariens ;
- 688 : Gela, par les Rhodiens ;
- 662 : Akrai, par Syracuse (colonisation secondaire) ;
- 628-627 : Sélinonte, par Mégara Hyblæa (colonisation secondaire) ;
- 597 : Camarina, par Syracuse (colonisation secondaire) ;
- 580 : Agrigente, par Gela (colonisation secondaire).

Cette chronologie est jugée relativement fiable par les historiens. Mais si on la recroise avec l’archéologie, on remarque une marge d’erreur d’environ 20 ans. Pour Naxos, la datation archéologique nous donne une date de fondation aux environs de 750 av. J.-C.., et les plus vieilles traces grecques retrouvées vers 756 av. J.-C.. Aucune information n’est donnée pour Zancle.
La Sicile fut ensuite gouvernée par des princes appelés « tyrans » dont les Denys l'Ancien et Denys le Jeune (qui accueillit le philosophe Platon).
La Sicile fut un enjeu dans la guerre du Péloponnèse opposant Athènes à Sparte : en 415 av. J.-C., sous l'influence d'Alcibiade, Athènes se lança dans l'expédition de Sicile, profitant des dissensions qui opposaient les cités de l'île : Athènes répondait à l'appel de Ségeste, attaquée par Sélinonte en 416 av. J.-C.. Syracuse, colonie corinthienne, était alliée de Sélinonte. Ségeste fit appel à Athènes, offrant même de payer les frais d'expédition. À ce moment de la guerre, la perte de l'Eubée, et la défection de nombreux alliés d'Athènes avaient rendu ses approvisionnements en blé précaires. La perspective de couper ceux des alliés siciliens de Sparte, tout en conquérant de nouvelles sources de ravitaillement fut certainement un élément déterminant.

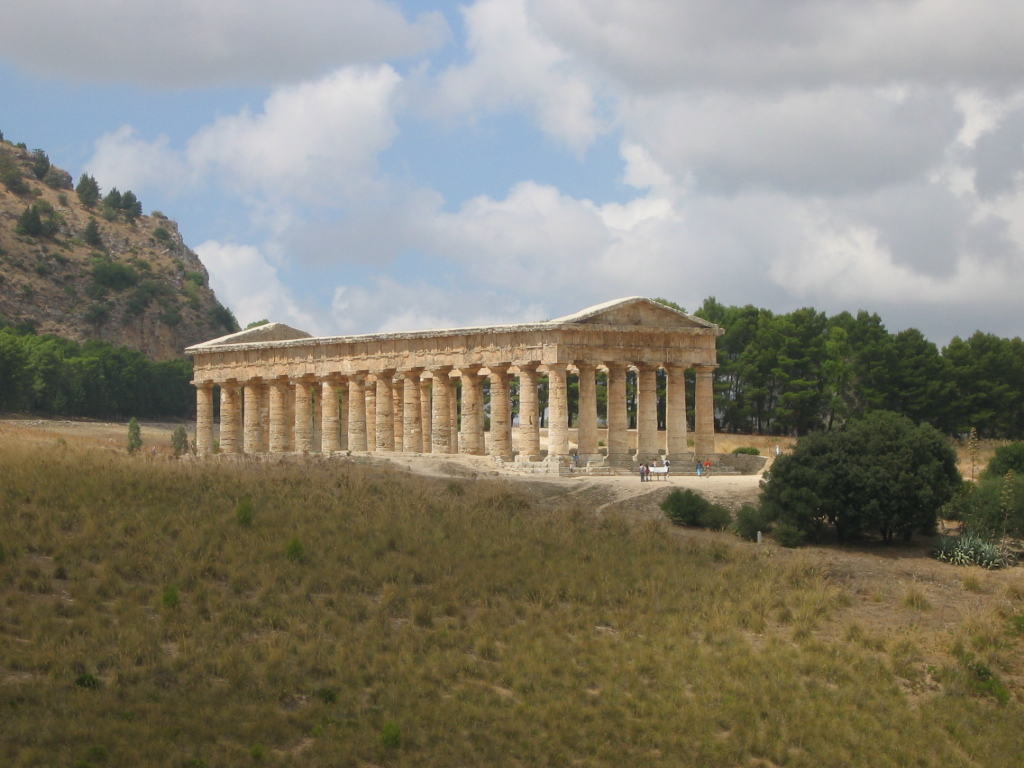
Temple de Ségeste.

L'expédition prit la mer sous le commandement de Nicias, d'Alcibiade et de Lamachos en juin 415 av. J.-C.. En Sicile, Lamachos fut tué et Nicias resta seul à la tête de l'expédition. L'arrivée à Syracuse de Gylippos, général spartiate, fit perdre aux Athéniens la bataille des retranchements autour de la ville (octobre 414 av. J.-C.). La flotte athénienne fut emprisonnée dans la rade. Les Athéniens envoyèrent une force de secours commandée par Démosthène et Eurymédon. En août 413 av. J.-C., la flotte fut défaite à la bataille des Épipoles, puis l'armée fut vaincue sur terre. Athènes perdit plus de deux cents navires dans cette expédition, et cinquante mille hommes (dont sept mille prisonniers des Latomies, carrière de Syracuse).
La Sicile fut un enjeu stratégique et économique important lors des deux premières guerres puniques entre Carthage et la République romaine. Elle tomba aux mains des Romains après la victoire du consul C. Lutatius Catulus en 241 av. J.-C. aux îles Égades : cette bataille marqua la fin de la première guerre punique qui opposa Rome à Carthage sur le théâtre sicilien. Après cette défaite, Carthage abandonna la Sicile, qui devint une province romaine et assura désormais une partie importante du ravitaillement de Rome en céréales.
Le roi de Syracuse Hiéron II fut un fidèle allié des Romains pendant la deuxième guerre punique, mais son petit-fils Hiéronyme, choisit en 215 av. J.-C. le camp carthaginois. Après une série de victoires d'Hannibal, la prise de Syracuse en 212 av. J.-C. annonce le redressement romain et préfigure la défaite carthaginoise. À la veille de l'Empire, la Sicile fut la base de la résistance des derniers Pompéiens menés par Sextus Pompée, fils de Pompée.

#### République et Empire romain
Au début de la République, la Sicile compte entre 600 000 et 1 000 000 d'habitants, dont une dizaine de citoyens romains seulement. Elle constitue aussi un enjeu économique important. Riche en terres agricoles, la Sicile est pour Rome une importante source de céréales devenant selon l'expression de Caton l'Ancien, « le grenier à blé du peuple romain ». Les céréales sont cultivées dans des Latifundia exploités par une masse d'esclaves.
À l'avènement de l'Empire romain (27 av. J.-C.), la Sicile devient une province sénatoriale. Elle fait peu parler d'elle au cours des trois siècles suivants. Elle bénéficie en 212 de l'édit de Caracalla qui accorde la citoyenneté romaine à tous les hommes libres. Elle est rapidement christianisée sans être véritablement touchée par les hérésies des IVe siècle et Ve siècle.
Après la chute de l'Empire romain, la Sicile fut envahie par les Vandales en 440 apr. J.-C., suivi de la reconquête byzantine en 533 apr. J.-C., jusqu'à la conquête musulmane de 827 à 902.

### Moyen Âge

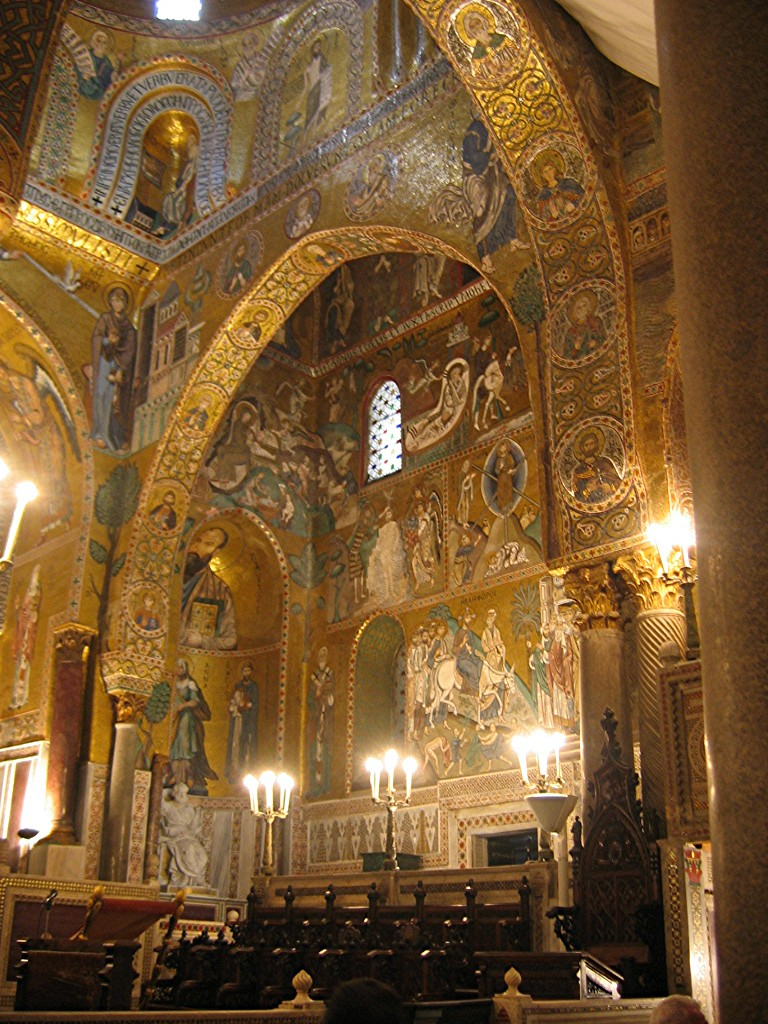
Intérieur de la chapelle palatine de Palerme. Le décor de mosaïques et de stucs témoigne du mélange des influences normande, byzantine et musulmane dans la Sicile normande.

#### Sicile musulmane

##### Les premières incursions musulmanes en Sicile
En 535, le général byzantin Bélisaire, après avoir détruit le royaume vandale établi en Afrique du Nord, prend Palerme et conquiert le reste de l'île, alors dépendance du royaume ostrogoth d'Italie. La Sicile devint à cette date une province de l'Empire byzantin, puis un thème. Cependant, la puissance byzantine allant déclinante, la Sicile fut attaquée par les forces du calife Othmân ibn Affân en l'an 652 qui quittent l'île peu de temps après. Autour de l'an 700, l'île de Pantelleria est prise par les Arabes.
Des accords commerciaux furent contractés avec les Byzantins, ces derniers espérant ainsi que leurs ennemis renonceraient à conquérir l'île. Ils furent donc autorisés à échanger librement des biens dans les ports de Sicile. Malgré ces accords, les flottes musulmanes procédèrent à des attaques répétées en 703, 728, 729, 730, 731, 733 et 734 (ces deux dernières incursions se heurtèrent à une importante résistance des Byzantins).
La première véritable expédition de conquête musulmane se déroula en 740, quand le prince Habib, qui avait participé à l'attaque de 728, parvient à s'emparer de Syracuse. Prêts à conquérir toute l'île, les Arabes furent contraints de rentrer en Afrique du nord en raison d'une révolte berbère. En 752, une nouvelle attaque contre Syracuse eut lieu, non pas pour conquérir la cité, mais pour la mettre à sac.

##### La révolte d'Euphemius et la conquête de la Sicile par les Aghlabides de Kairouan
En 826 Euphemius, amiral de la flotte byzantine en Sicile, se dresse contre l'empereur Michel II et reçoit l'aide de Ziadet-Allâh Ier, émir aghlabide de Kairouan, qui envoie Asad ibn al-Furât ibn Sinân à la tête d'une armée composée de 10 000 fantassins, 700 cavaliers, 100 navires, ainsi que par la flotte et les cavaliers d'Euphemius. Asad ibn al-Furât ibn Sinân conquiert le sud de la Sicile et il assiège Syracuse pendant une année, déjouant une mutinerie, une contre-attaque byzantine depuis Palerme, soutenue par une flotte vénitienne dirigée par le doge Giustiniano Participazio. La peste emporte Asad et contraint les musulmans à lever le siège pour se replier au château de Mineo. Ils échouent devant Castrogiovanni (aujourd'hui Enna), où Euphemius meurt.
En 830, ils reçurent en renfort des troupes berbères et andalouses, soit au total 30 000 hommes. Les musulmans ibériques vainquirent les Byzantins commandés par Théodotus en juillet ou août de cette année. Mais à nouveau la peste frappe les rangs musulmans. Les Berbères prennent Palerme après un long siège, en septembre 831. Elle prit le nom de al-Madinah Balharm et devint la capitale de la Sicile musulmane.
La conquête du reste de l'île fut très difficile. Les Arabes rencontrèrent de fortes résistances et il fallut encore 70 ans pour s'en emparer en totalité. Messine tomba en 843. Syracuse, résidence des stratèges du thème de Sicile, résista à un long siège et fut prise en 878. La dernière place forte byzantine conquise, Taormine, tomba le 1er août 902. La puissance byzantine ne garda en Sicile qu'une ultime place forte, Rometta, qui ne fut prise que bien plus tard, par les Kalbites en 965, après un siège commencé en 963. Passée au cours du IXe siècle sous domination arabo-berbère, la Sicile est, au début du IXe siècle, sous contrôle des Fatimides, conquérants de l'Afrique du Nord appuyés par des Berbères. Après l'échec de la tentative de reconquête byzantine en 965, une immigration berbères musulmanes en provenance d'Afrique du Nord a participé au développement local. La Sicile se conforme alors au modèle économique des principautés d'Orient : production agricole destinée au marché et au palais, en particulier le coton, la soie, et les produits de luxe. Mazara, à l'extrémité sud-ouest de l'île, est alors le port central des échanges en Méditerranée.

##### La Sicile province de l'émirat Aghlabide de Kairouan
Les territoires musulmans de Sicile constituèrent une province de l'émirat des Aghlabides de Kairouan, sunnites maitres de l'Ifriqiya et vassaux du calife abbasside de Bagdad. La Sicile était administrée par un gouverneur, ou wâli, qui résidait à Balharm (Palerme) depuis la conquête de cette ville en 831. Les gouverneurs, dont la forteresse sera sous le comte normand Roger II de Sicile restructurée et agrandie pour former le Palais des Normands, dirigeaient l'administration, l'armée et la justice. Ils nommaient les gouverneurs des principales villes, les juges (cadi, qādi) les plus importants et les arbitres (hakam) compétents pour résoudre les petits litiges privés.
Après l'invasion musulmane, les populations vivant en Sicile étaient constituées principalement de natifs siciliens, Grecs, de Juifs siciliens, de quelques Perses, et de rares Turcs provenant d'Asie centrale. Les musulmans ne cherchèrent pas à islamiser directement la Sicile, même si indirectement ils utilisèrent toutes les opportunités pour le faire. La partie occidentale de l'île se convertit à environ 50 % « mais une fois que l'île n'est plus sous domination musulmane, redeviennent chrétiens », tandis que la partie orientale resta en grande partie chrétienne. Quelques communautés chrétiennes grecques subsistent à Palerme, Catane et dans le val Demone. Il existait également à cette époque un nombre significatif de Juifs en Sicile. Durant cette période de domination musulmane de près de 250 ans, les chrétiens occupés se virent appliquer le statut juridique de la dhimma, tel que défini par la jurisprudence islamique, qui les autorisait à pratiquer leur culte de manière privée et dans les églises déjà existantes,.

##### La Sicile province du califat fatimide de Mahdia
En 909, ‘Ubayd Allâh al-Mahdî, imam chiite des ismaéliens venu de Syrie et prétendant descendre de Mahomet par sa fille Fâtima az-Zahrâ’ et son gendre `Alî ibn Abî Tâlib, renversa les Aghlabides de Kairouan, et fonda la dynastie des Fatimides. Chiite, il contestait la légitimité du calife abbasside de Bagdad, sunnite, et rejetait son autorité : il se proclama lui-même calife en 909 à Mahdia, où il établit officiellement sa capitale en 921.
La Sicile devint alors une province de ce califat, un wali pro-Fatimides étant nommé à Palerme, `Alî ibn Ahmad ibn Abî al-Fawâris (qui avait déjà été gouverneur de la Sicile quelques années auparavant sous les Aghlabides).

##### L'émirat kalbite de Sicile
En 947, le calife fatimide Ismâ‘îl al-Mansûr Billâh avait nommé Hasan ibn `Alî al-Kalbî gouverneur de Sicile. En 948, il lui fut concédé le titre d'émir (amīr). Celui-ci établit alors sur la Sicile sa propre dynastie, les Kalbites (originaires du Yémen), vassale des Fatimides.
La Sicile était partagée à cette époque en trois valli, c'est-à-dire des divisions administratives à la tête desquelles se trouvait un gouverneur nommé par l'émir (le mot valli est dérivé de l'arabe wâli, et non du latin vallis (vallée)). Le vallo de Mazara comprenait toute la partie occidentale de l'île, avec les provinces de Trapani, Agrigente et Palerme (ville de résidence de l'émir) jusqu'aux fleuves Imera septentrionale et Imera méridionale (ou fleuve Salso), le long d'une ligne imaginaire formée par les villes de Termini, Polizzi Generosa et Licata. Le vallo de Mazara faisait environ 11 000 km2 et était le plus grand des trois. Le vallo de Noto comprenait la partie sud-est de l'île, avec les cités de Noto et Syracuse. Le vallo Demone recouvrait la partie nord-est de l'île, autour de la province de Messine. Cette organisation de la Sicile en trois valli subsista bien après les Arabes, jusqu'en 1818.
Au commencement du gouvernement des Kalbites, la Sicile, surtout dans sa partie occidentale, connut une grande prospérité. Les Arabes avaient réalisé des réformes agraires, démantelé les grandes propriétés terriennes (les latifundia) et encouragé la création de petites fermes. Ils avaient également amélioré les systèmes d'irrigation et construit de nouveaux aqueducs. Ils avaient introduit sur l'île l'orange, le citron, la pistache et la canne à sucre. L'île était devenue autosuffisante d'un point de vue alimentaire et exportait même des denrées vers l'Afrique du nord. La Sicile était également une grande région productrice de textiles. Elle était un carrefour et entretenait des relations commerciales avec l'Orient, l'Afrique et les républiques maritimes de la péninsule italienne (Amalfi, Naples, Gaète, Venise).
Palerme, la capitale de l'émirat, aurait compté sous les Kalbites 350 000 habitants, ce qui en aurait fait une des villes les plus importantes d'Europe, la deuxième derrière Cordoue, la capitale du califat ibérique, qui en aurait compté 450 000. En 970, le marchand, voyageur et géographe originaire de Bagdad Ibn Hawqal visita Palerme qu'il décrivit comme la cité des 300 mosquées. Il ne s'agit bien sûr que d'une expression imagée indiquant le grand nombre ; et il est probable qu'à cette époque-là, aucune ville européenne, musulmane ou chrétienne, n'atteint les 100 000 habitants – les économies locales étant totalement incapables de subvenir aux besoins journaliers de populations aussi considérables.
La cour kalbite accueillit de nombreux savants, juristes, poètes et linguistes.
L'apogée de l'émirat kalbite fut atteint en 982, date à laquelle l'armée musulmane de Sicile vainquit l'armée impériale envoyée par l'empereur Othon II à la bataille de Stilo, près de Crotone en Calabre. Bien que l'émir Abû-l-Qasim `Alî ibn Hasan trouvât la mort dans cette bataille, un grand nombre d'impériaux furent tués, comme Landolphe IV, prince de Bénévent, Henri Ier d'Augsbourg, le margrave Gunther de Merseburg, l'abbé de Fulda et plusieurs princes d'empire. Othon II dut fuir à la nage et trouva refuge sur un navire grec.
Cependant, après cette bataille, le déclin des Kalbites commença. En effet, si l'éloignement des califes fatimides, qui avaient transporté leur capitale de Mahdia au Caire en 973, ville fondée après la conquête de l'Égypte en 969, favorisa une plus grande indépendance, elle rendit également la dynastie sicilienne, qui tirait précisément la légitimité de son pouvoir des Fatimides, plus isolée. Des soulèvements de partisans des Byzantins ou des Zirides d'Afrique du nord ne tardèrent pas à éclater.
Au début du XIe siècle, la Sicile entre dans une période de crise politique grave. L'autorité de l'émir Dja`far II ibn Yûsuf fut contestée en 1015 par son frère Ali, qui est pris et exécuté. En 1019, Palerme se révolta contre les Kalbites. Dja`far est démis pour confier le gouvernement à son autre frère, Ahmad, jugé plus capable de mater le soulèvement. Une quinzaine d'années plus tard, en 1035, une révolte menée par un ziride, `Abd Allâh Abû Hafs éclata contre Ahmad, vaincu et tué en 1037.
Les querelles dynastiques entre émirats rivaux conduisent à une fragmentation du pouvoir et à un affaiblissement politique dont profitent les Byzantins. En 1037, avec l'aide d'une faction musulmane, les Grecs lancent une nouvelle tentative de reconquête. L'expédition, conduite par le général grec Georges Maniakès comptait trois cents mercenaires normands prêtés par le prince lombard Guaimar IV de Salerne. Elle prit un certain nombre de villes sur la côte orientale et Syracuse tomba en 1040. Cette même année, Katakalôn Kékauménos défendit avec succès la ville de Messine, assiégée par les Arabes. Cependant, les Byzantins durent se retirer en 1042.
Cet épisode précipita la chute des Kalbites. Le dernier représentant de la dynastie, Hasan II as-Samsâm ibn Yûsuf, qui avait repris le pouvoir en 1040, dut malgré la reconquête de la côte orientale de l'île en 1042, quitter la Sicile en 1044, contesté de toutes parts par les princes locaux, les caïds (qā'id), qui régnaient en maîtres sur leurs territoires. Il mourut en exil en 1053.

##### L'émirat sans émir: la période des caïdats
Après le départ en 1044 du dernier émir de la dynastie des Kalbites, la Sicile était divisée en quatre caïdats. Aucun des caïds n'usurpa le titre d'émir, mais de fait chacun d'entre eux exerça sur son territoire une souveraineté absolue. Les quatre caïdats étaient les suivants :
- Caïdat de Trapani, Marsala, Mazara et Sciacca, qui appartenait à Abd Allâh ibn Mankûd (1044-1065) ;
- Caïdat de Girgenti, Castrogiovanni et Castronuovo, qui appartenait à Ali ibn Ni’ma ibn al-Hawwâs (1044-1065) ;
- Caïdat de Palerme et de Catane, qui appartenait à Ibn al-Maklatî (1044-1061) ;
- Caïdat de Syracuse, qui appartenait à Muhammad ibn Ibrâhim ath-Thumna (1044-1062).

En 1065 le fils de l'émir ziride de l'Ifriqiya, Ayyûb ibn Tamîm, était devenu le maître d'à peu près toute la Sicile. Il avait hérité en 1062 de Syracuse d'ath-Thumna (tué cette année-là dans une bataille contre les Normands), ainsi que Palerme et Catane, que ce dernier avait lui-même reçu d'Ibn al-Maklatî en 1061. Il ajouta à ses possessions les caïdats de Trapani et de Girgenti en 1065.
En 1068, après le retrait d'Ayyûb, deux caïds se partagèrent ce qui restait de la Sicile musulmane. Ibn `Abbâd, appelé Benavert dans les chroniques occidentales, établit sa capitale à Syracuse. Un certain Hammûd régnait quant à lui à Castrogiovanni (actuelle ville de Enna).

#### Sicile normande

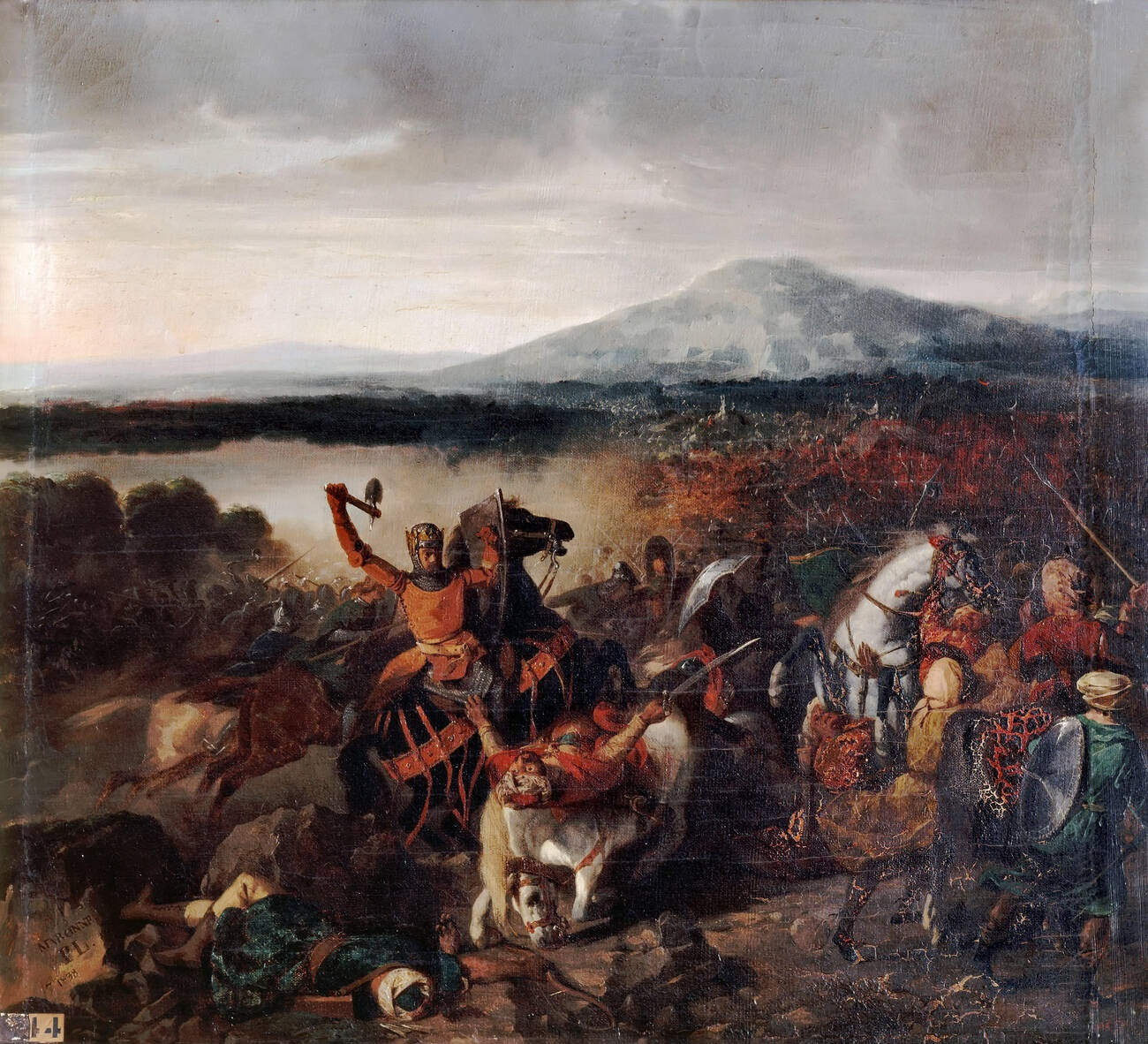
Roger Ier de Sicile à la bataille de Cerami en 1063, œuvre de Prosper Lafaye, Salles des Croisades du château de Versailles.

Ces divisions au sein de l'émirat encouragèrent les ambitions des Normands du sud de l'Italie.
Une famille de hobereaux normands (les fils de Tancrède de Hauteville) ayant conquis des terres en Italie méridionale, le pape chargea le plus jeune, Roger, d'envahir la Sicile pour la reconvertir au catholicisme, et lui accorda la souveraineté sur les terres à prendre. La conquête normande de l'île se fit en une trentaine d'années (1060-1090). Le fils de Roger Ier parvint à faire ériger l'île en royaume féodal en 1130. Roger II, admirateur de la culture musulmane, poursuivit la politique de tolérance de ses prédécesseurs. L'administration des rois normands était cosmopolite : elle rassemblait des Grecs, des Lombards, des Anglais et des Arabes. Ce syncrétisme se retrouve dans l'art de cette époque qui combine les apports romans, islamiques et grecs. L'île connut une période de prospérité, notamment dans l'agriculture.

##### La conquête normande et la fin de l'émirat de Sicile
En février 1061, Robert Guiscard et son frère Roger débarquèrent en Sicile, avec la bénédiction du pape Nicolas II, et prirent la ville de Messine. La conquête de l'île fut longue et difficile du fait du petit nombre des troupes normandes – rarement plus d'un millier d'hommes. Ce qui confirme d'ailleurs la faible population musulmane de l'île : comment 1000 hommes auraient-ils pu conquérir Palerme, si celle-ci avait compté 300 000 habitants ? Cependant, les Normands bénéficièrent des divisions des musulmans et du soutien de la population insulaire chrétienne. La conquête de la Sicile fut dévolue plus particulièrement à Roger, désireux de s'y tailler un fief. Il tua dans une bataille le caïd de Syracuse, Palerme et Catane Muhammad ibn Ibrâhim ath-Thumna en 1062 et obtint cette même année le titre de comte de Sicile. L'année suivante à la bataille de Cerami, une petite troupe de chevaliers et de fantassins normands défit une armée musulmane beaucoup plus nombreuse. Cette même année 1063 a lieu le sac de Palerme, sous la direction de l'amiral pisan Giovanni Orlando et avec l'appui terrestre de Roger. En 1068, la victoire de Misilmeri ouvrit aux Normands le chemin de Palerme et la conquête de l'ouest de la Sicile.
L'ancienne capitale des gouverneurs et des émirs de Sicile, Palerme, fut prise par le comte Roger en 1072, permettant de viser le contrôle de la totalité de l'île. En 1077, Trapani fut prise à son tour par Roger et son fils Jourdain, puis Taormine en 1079.
Cependant, le caïd de Syracuse, Ibn `Abbâd Benavert, menait une résistance acharnée et en 1081 vainquit le gouverneur de Catane, un musulman converti au christianisme. En 1086, il s'opposa en personne au comte de Sicile devant Syracuse, son fief assiégé. Mais, le 25 mai, il mourut accidentellement. Syracuse finit par tomber en octobre.
Après cet évènement, le caïd de Castrogiovanni, Hammûd, se soumit à Roger et se convertit au christianisme. Le comte normand lui donna de vastes fiefs en Calabre. La conquête de l'île fut achevée en 1091 avec la prise de Noto, ville où s'étaient réfugiés la veuve et le fils de Benavert. La puissance musulmane en Sicile avait définitivement disparu.

##### Domination normande
En 1059, Robert Guiscard, Normand issu de la Maison de Hauteville, fait un pacte avec le pape Nicolas II dans lequel il se déclare formellement son vassal, obtenant en échange le titre de duc d’Apulie, de Calabre et de Sicile, auxquels il faut ajouter aussi l'actuelle Basilicate et une partie de la Campanie et du Molise actuel. Les Normands réussissent très vite à supplanter la noblesse locale, d'origine lombarde, à éliminer la présence byzantine du sud de l'Italie (1071), et se consacrent alors à conquérir la Sicile, alors entre les mains des musulmans. La Sicile est progressivement conquise entre 1060 et 1091 par Robert Guiscard et son frère Roger, qui sera le premier comte normand de l'île. En 1130, l'antipape Anaclet II, alors maître de Rome, investit le fils de ce dernier, Roger II, roi de Sicile et devient son suzerain, ce qui posera un problème politique quand les Hohenstaufen prendront le pouvoir dans le royaume de Sicile, en échange de son soutien contre Innocent II. Par la suite, Innocent II, ayant réussi à réunir des soutiens en Europe, pousse l'empereur Lothaire III à attaquer la Sicile. Bien que progressant rapidement par la défection de nombreux vassaux, ce dernier finit par abandonner, non sans avoir perdu les faveurs du pape, et meurt en traversant les Alpes en 1137. Roger reconquit rapidement les territoires perdus, et, son fils ayant capturé le pape en tendant une embuscade à son armée à Galluccio, il le contraint à la paix de Mignano qui reconnaît les titres de Roger, même s'il faudra attendre 1156 et le traité de Bénévent pour que la papauté se résigne réellement à cette situation.
Les règnes de Roger II (1130-1154) et de son fils et successeur Guillaume Ier (1154-1166) seront consacrés à agrandir leur royaume, notamment en Ifriqiya (autour de Mahdia) ou en attaquant l'Empire byzantin, mais avant tout à mater les révoltes incessantes de leurs vassaux ; il faudra en effet attendre la fin de la régence du jeune roi Guillaume II (1166-1171) pour voir celles-ci disparaître. Son règne (1166-1189) est marqué par un rapprochement avec le pape et l'empereur germanique, par le biais d'un mariage entre sa tante Constance de Hauteville et le fils de l'empereur, le futur Henri VI. Les terres d'Afrique perdues, il se tourne vers l’Égypte de Saladin sans succès, puis vers l'Empire byzantin à la mort de Manuel Comnène, où ses succès lui font menacer Constantinople même avant de faire la paix en 1189. C'est surtout sous le règne de Guillaume Ier et de Guillaume II que seront effectuées en Sicile des traductions de textes grecs fondamentaux par Henri Aristippe, qui participent au mouvement de traduction d'œuvres scientifiques et philosophiques grecques et arabes du XIIe siècle, dans le cadre de la renaissance du XIIe siècle.
Guillaume II mourant en 1189 sans enfant légitime, les prétendants au trône sont Tancrède de Lecce, bâtard du duc Roger III d'Apulie (un des fils du roi Roger II), Roger d'Andria, noble normand prétendant descendre des Hauteville, et l'empereur Henri VI par le biais de son mariage avec Constance de Hauteville. C'est ce dernier qui triomphera en 1194 et montera sur le trône sicilien, mettant un terme à la période normande du royaume. Le trône passa ainsi, par héritage, à la dynastie germanique des Hohenstaufen qui gouverna la région à partir de 1194 et adopta Palerme comme capitale en 1220. Le fils de Henry VI, l'empereur Frédéric II, passera l'essentiel de son existence dans l'île.
Des conflits entre les Hohenstaufen et la papauté provoquèrent en 1266 la conquête de l'île par Charles Ier, comte d'Anjou et frère du roi de France Louis IX. Celui-ci mécontente les Siciliens en s'installant à Naples et en distribuant des fiefs à des Français. Le 30 mars 1282, le jour de Pâques, des émeutes, les Vêpres siciliennes, provoquées par des taxes excessives et exploitées par Pierre III d'Aragon et Michel VIII Paléologue, provoquèrent le massacre des Français de Sicile puis la conquête de l'île par le roi aragonais Pierre III d'Aragon.
La fin du Moyen Âge est une période de crise pour la Sicile : la peste noire dépeuple la région et les luttes de la noblesse créent un climat négatif. L'Inquisition est instaurée en 1487.

### Époque moderne et contemporaine

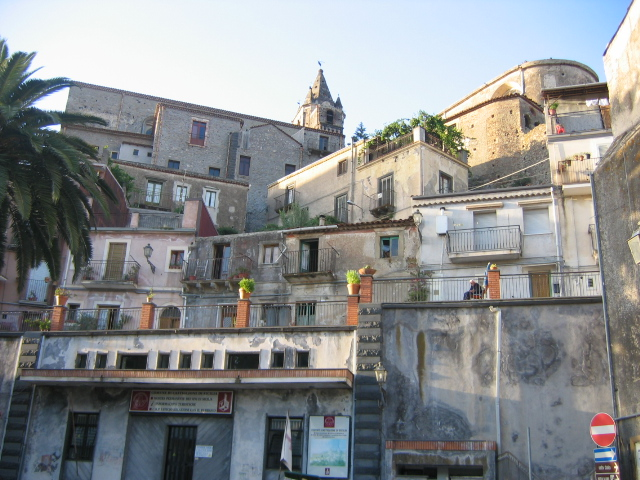
Castiglione di Sicilia.

La période espagnole est marquée par un relatif déclin de la Sicile. La société est dominée par une aristocratie et une Église qui disposent d'importants privilèges.
Pendant la période révolutionnaire, la Sicile reste aux mains du Bourbon Ferdinand III de Sicile (1759-1816), grâce à la protection britannique alors que les Français sont installés au sud de la péninsule italienne. Les tentatives de réformes aboutissent à la Constitution de 1812 et à l'abolition des privilèges féodaux. Une petite bourgeoisie commence à se former. Mais ces efforts sont anéantis par le retour des Bourbons qui unifièrent les deux royaumes et s'installèrent à Naples. À partir de cette date, plusieurs mouvements de révolte contre la politique réactionnaire des Bourbons (refus d'instituer un gouvernement constitutionnel) échouent. En 1820, les révolutionnaires de Palerme demandent l'autonomie de l'île. La révolution de 1848 est agraire et particulariste.

### La Sicile au sein de l'Italie
Après le débarquement de Giuseppe Garibaldi, la Sicile approuve, le 12 octobre 1860, un très contesté plébiscite d'annexion à l'État piémontais — le vote se fait sous la menace de l'armée d'occupation et n'était pas secret. L'année suivante, le 17 mars 1861, l'État piémontais changea son nom en royaume d'Italie et la Sicile devint une partie de l'Italie.
En Sicile et dans le Sud de l'Italie une vaste guérilla populaire (le Brigandage) de résistance contre les Piémontais et le nouvel État italien, qui dura plus de 10 ans, donna lieu à une violente répression militaire menée par l'armée italienne. Elle causa dans les premières années des centaines de milliers de morts civils, des milliers de déportés, la destruction de nombreux villages, l'effondrement économique de toutes les régions du Sud et une énorme vague d'émigration sans précédent dans l'histoire de l'île, qui porta des millions de Siciliens à l'étranger.
Avant l'union avec l'Italie, la Sicile a été une des régions les plus riches et développées d'Italie. Palerme et la Conca d'Oro s'enrichissent avec l'exportation d'agrumes, en particulier de citron, et un certain développement industriel et économique voit le jour, soutenu par les deux grandes familles de Palerme, les Florio, représentés à partir de 1891 par Ignazio Florio Jr., l'une des plus grosses fortunes d'Italie, et de l'autre côté par les Whitaker (it), propriétaires de la villa qui deviendra le Grand Hôtel et des Palmes, où Wagner acheva à l'hiver 1881-1882 son dernier opéra, Parsifal. L'influence des Florio est telle que la presse désigne Palerme sous le nom de « Floriopolis », tandis que la haute société européenne de la Belle Époque afflue dans la ville admirer son opulence.
La Sicile donne à la monarchie libérale trois présidents du conseil : Crispi, Di Rudini et Orlando, ainsi que de nombreux ministres parmi lesquels Camillo Finocchiaro Aprile et Antonino Paternò-Castello.
La Sicile est le théâtre d'un important conflit agraire entre 1892 et 1894. Le mouvement paysan, organisé au sein des Faisceaux siciliens des travailleurs (fasci), lutte pour la réforme agraire et la conquête des administrations communales. Le mouvement a affronté la mafia, alliée des grands propriétaires terriens et de l’armée. La répression des Fasci a fait plusieurs dizaines de morts et provoqué une émigration massive, surtout vers les États-Unis.
Mais après, la Sicile et tout le sud de l'Italie furent ravagés, au profit du Nord, où se créèrent de grandes zones industrielles et urbaines. Les historiens situent la naissance des réseaux de crime organisé à partir de la fin du XIXe siècle, puis leur influence s'étendit partout dans le monde. La mafia fut réprimée au début de l'ère fasciste, mais cela cessa durant les années 1930. Après la Seconde Guerre mondiale, elle profita du débarquement allié en 1943, du marché noir puis de la reconstruction pour opérer une renaissance et se lier à la mafia italo-américaine dans le marché de l'héroïne.
En 1946, la Sicile est la première région italienne à obtenir un statut d'autonomie en raison du retard de son développement économique et des aspirations séparatistes. Le pouvoir législatif est détenu par l'Assemblée régionale sicilienne, élue au suffrage universel, au sein de laquelle est élu un gouvernement régional dirigé par un président de région.
À cette époque, le mouvement paysan sicilien s'est réorganisé et a repris ses luttes, conduisant à des occupations de terres qui se soldèrent par des dizaines de morts à la suite d'interventions policières. La réforme agraire sicilienne de 1950 fut très mal reçue : les paysans reçurent les plus mauvaises terres, découpées en petites parcelles attribuées par tirage au sort individuel, après la révocation des concessions de terres faites auparavant aux coopératives.
Un des plus gros enjeux pour la Sicile est celui de la lutte contre la mafia (ou Cosa Nostra), organisation criminelle socialement enracinée et qui use de son pouvoir à travers tout un réseau clientéliste. Elle s'est distinguée dans les années 1950-1960 par le sac de Palerme. De la fin des années 1970 au début des années 1990, sous la direction du parrain Toto Riina, Cosa Nostra a mené une véritable guerre contre l'État italien, multipliant les assassinats de politiciens, de journalistes, de policiers et de magistrats (en particulier les juges Giovanni Falcone et Paolo Borsellino en 1992). Si la Mafia se fait depuis plus discrète, elle continue de racketter les entreprises par le pizzo et noyaute l'économie à travers de multiples appels d'offres truqués, formant un véritable obstacle au développement de la région.
Par ailleurs, l'île de Lampedusa attire régulièrement l'attention des médias par les boat-people sans-papiers qui y débarquent ou y sont débarqués, puis enfermés dans des centres de détention avant d'être expulsés ou invités à rejoindre le continent et bénéficier d'un statut de réfugié.

## Culture

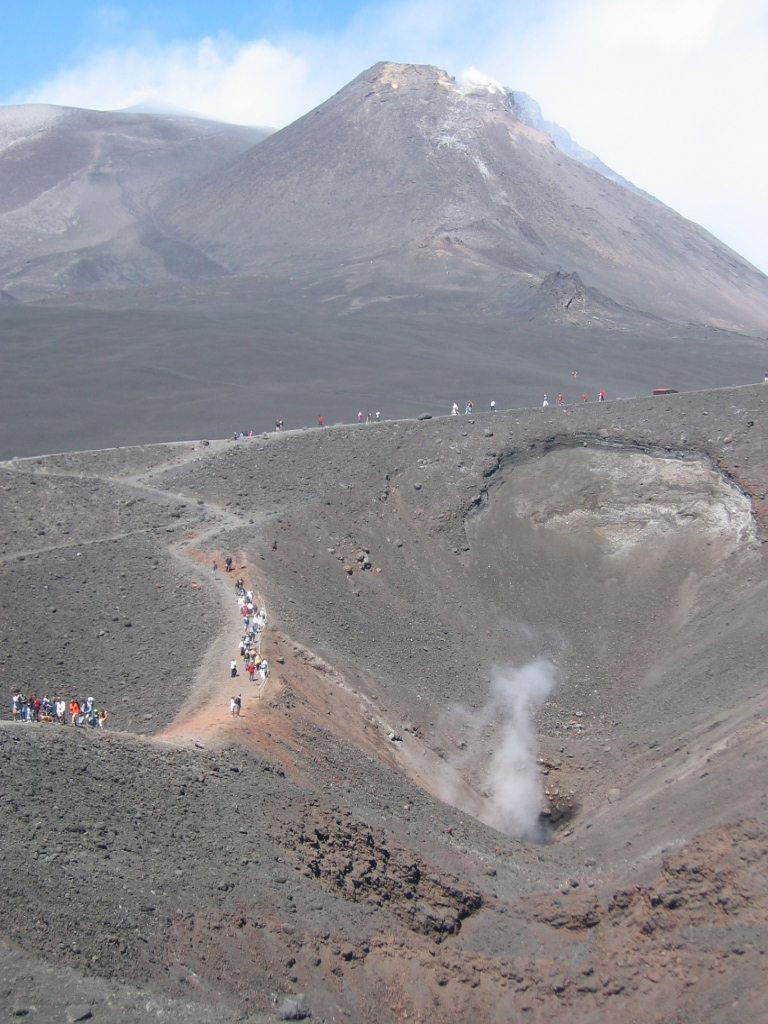
L'Etna.

La Sicile dispose d'un très riche patrimoine culturel, héritage de son histoire aux multiples influences. Dans l'Odyssée la Sicile s'appelle l'île du soleil.

### La Sicile mythologique

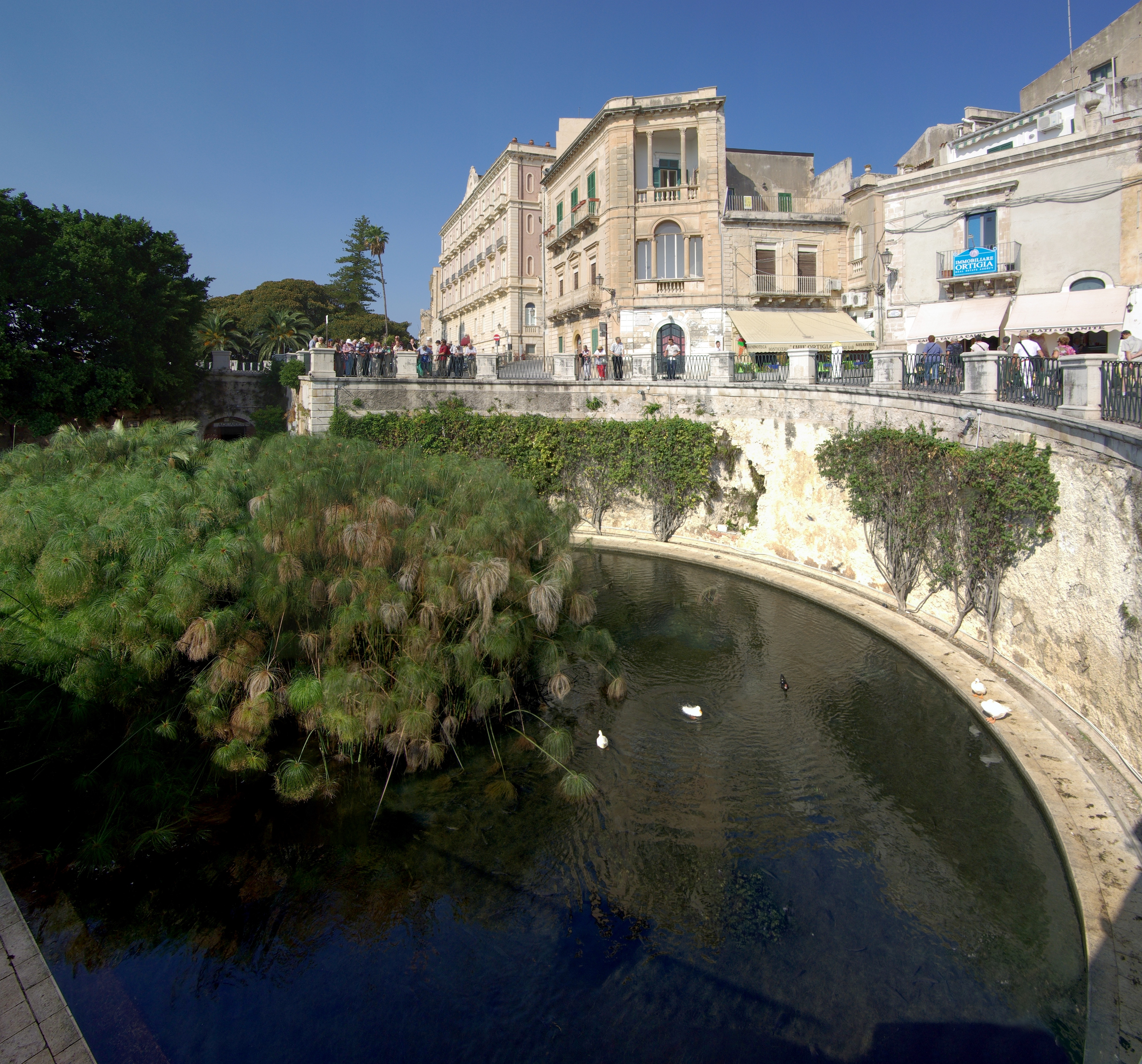
Syracuse : fontaine d'Aréthuse.

De nombreuses légendes de la mythologie grecque ont pour cadre la Sicile.
C'est sous cette île, au cours de la gigantomachie, que la déesse Athéna écrase le géant Encelade dont l'haleine de feu sort de l'Etna et dont les mouvements provoquent les séismes. Dans ce volcan, Héphaïstos tenait une forge, aidé par des cyclopes forgerons, et le poète grec Pindare y loge le monstre Typhon. Perséphone y est élevée à Déméter jusqu'à son enlèvement par Hadès près du lac de Pergusa.
Pays des Cyclopes, deux poèmes en langue grecque du poète sicilien Théocrite aux alentours de 275 av. J.-C., y situent l'histoire du cyclope pasteur Polyphème, amoureux éconduit par la Néréide Galatée qui change le sang de son amant, le berger sicilien Acis, écrasé sous un rocher par le cyclope jaloux, en une rivière (it) portant son nom en Sicile. Ce même Polyphème rencontre dans l’Odyssée d'Homère, Ulysse et ses compagnons fraîchement débarqués sur l'île, et est aveuglé par le roi d'Ithaque qui lui crève l'œil pour lui échapper.
L'équipage d'Ulysse revient plus tard dans l'île de Trinacrie, après avoir subi les menaces des monstres marins du détroit de Messine, Charybde et Scylla, que seuls les Argonautes étaient parvenus à franchir avec l'aide d'Héra. Une fois accosté, Ulysse, dûment chapitré à ce sujet au chant XI par le devin Tirésias, interdit à ses hommes de toucher aux troupeaux de bœufs et de moutons d'Hélios, dieu du Soleil. Alors qu'il dort, pourtant, ses hommes affamés abattent des vaches. Hélios réclame vengeance auprès de Zeus qui foudroie le navire d'Ulysse, l'épargnant seul au passage.
C'est encore en Sicile que Dédale trouve refuge, auprès du roi Cocalos, pour se soustraire à la vengeance du roi Minos, lequel le retrouve grâce à un défi, celui de faire passer un fil à travers les orifices d'une coquille, que seul l'ingénieux architecte pouvait résoudre, en accrochant le fil à une fourmi qui traversa alors tous les orifices. Cocalos refusant de livrer Dédale, qui lui a édifié la forteresse de Camicos (peut-être l'actuelle Sant'Angelo Muxaro), une guerre entre les deux rois s'engagea jusqu'à la mort du roi de Crète en Sicile, ébouillanté dans son bain par les filles de Cocalos.
Auparavant, Héraclès, franchissant le détroit de Messine avec les bœufs de Géryon, traverse la Sicile, où les Nymphes font jaillir pour lui des sources chaudes à Himère et à Égeste, avant qu'il ne vainque le roi Éryx. Lié dans les textes antiques à Solonte, Agyrion, Syracuse, Motyé et Léontinoi, il laisse son nom à deux cités, Eraclea Minoa fondée par Sélinonte, et Eraclea da Dorieo, fondée par Dorieus.
Le mythe des « frères pieux », Amphinomos et Anapias, naît à Catane, à l'occasion d'une éruption de l'Etna.
Les Romains font également de la Sicile un des théâtres de leur mythologie, tel Ovide qui relate l'histoire d'Aréthuse, nymphe transformée par Diane en une source souterraine qui jaillit à Ortygie, ou Virgile, selon lequel Énée rencontre près de l'Etna un des marins d'Ulysse, Achæmenide, puis a été accueilli à Drépane par Aceste. Les Romains pensaient que Vulcain se trouvait dans l'île éponyme, au nord de la Sicile.
Messine aurait été fondée par le géant légendaire Orion, Ségeste par les rescapés de la guerre de Troie.

### Religion
La majorité des siciliens sont chrétiens catholiques.

### Gastronomie
De nombreuses spécialités siciliennes existent, comme les arancini, des boules de riz frit fourrées au ragù, ou les cannoli, des tubes de pâte croquante fournies d’une crème à la ricotta et de fruits confits, avec des variantes aux pépites de chocolat ou encore à la pistache.

### Patrimoine

#### Arts
La colonisation grecque de l'île a laissé d'importants vestiges de temples en pierre de style dorique, à Agrigente, Sélinonte, Segeste, Syracuse. Ils sont ornés d'atlantes (Agrigente), de métopes, de gargouilles, d'acrotères, en pierre sculptée ou en terre cuite. L'Éphèbe en bronze de Sélinonte, Aurige de Mozia, l'éphèbe en marbre d'Agrigente témoignent de l'art statuaire du Ve siècle av. J.-C. Les cités développent leurs propres ateliers de céramiques et de monnaies. Théâtres (Syracuse, Taormine, Palazzolo Acréide, Ségeste) et fortifications (château d'Euryale, remparts de Gela) sont également des témoignages de la période siciliote.
L'Empire romain est très influencé par l'art hellénique, notamment après la prise de Syracuse, comme l'attestent les copies romaines de statues grecques que sont la Vénus de Lilybée et la Vénus Landolina. Les théâtres sont adaptés aux jeux du cirque. Des villas rurales, comme celle de Casale, témoignent de l'art de la mosaïque romaine.
Les périodes byzantines et arabes laissent peu de traces. Elles ont en revanche fortement influencé l'architecture normande de Sicile : les byzantins à travers les églises à plan centré, l'usage des marbres pour les dallages, les parois, les colonnes et leurs chapiteaux, les mosaïques inspirées du second âge d’or byzantin, avec des scènes de l’Ancien et du Nouveau Testament et la figure du Christ Pantocrator ; les arabes par l'usage des arcs brisés et entrelacés, des coupoles à bonnet d'eunuque, dans le traitement des charpentes et des menuiseries, par la polychromie des matériaux sur les façades, les coupoles. Cette culture intègre ces éléments orientaux aux apports occidentaux de l'architecture religieuse bénédictine et clunisienne (plan basilical des cathédrales, campaniles à baies superposées, cloîtres à colonnades, croisée d'ogives...).
Le gothique, notamment chiaramontain, s'exprime dans les forteresses du XIIIe siècle au XVe siècle avec encore des réminiscences arabes, puis dans les palais hispanisants. Antonello da Messina pour la peinture et Antonello Gagini pour la sculpture inaugurent la Renaissance en Sicile qui s'est poursuivit avec le maniérisme de Giovanni Angelo Montorsoli et Andrea Calamech à Messine.
Le XVIIe siècle baroque débute avec les toiles du Caravage (La Nativité, La Résurrection de Lazare, L'Adoration des bergers, L'Enterrement de sainte Lucie) puis celles de Pietro Novelli. Un siècle plus tard, la reconstruction du Val di Noto fait naitre un baroque sicilien alors qu'à l'ouest, il s'exprime dans les villas Valguarnera et Palagonia de Tommaso Napoli à Bagheria, dans les stucs de Serpotta et les sculptures d'Ignazio Marabitti.
À l'instar des cités baroques ressuscitées après le séisme de 1693, Gibellina renait après le séisme de janvier 1968 dans le val di Belice en invitant des urbanistes et artistes contemporains dont Alberto Burri, Ludovico Quaroni, Alessandro Mendini, Pietro Consagra, Franco Purini et Laura Thermes.

#### Patrimoine de l'UNESCO
- Zone archéologique d’Agrigente (1997) ;
- Villa romaine du Casale près de Piazza Armerina (1997) ;
- Îles Éoliennes (2000) ;
- Villes du baroque tardif du Val di Noto : Caltagirone, Catane, Scicli, Militello in Val di Catania, Palazzolo Acréide, Noto, Raguse, Modica (2002)[29] ;
- Syracuse et la nécropole rocheuse de Pantalica (2005) ;
- Mont Etna (2013) ;
- L'arabo-normande de Palerme et les cathédrales de Cefalù et Monreale (2015) ;
- Chef-d'œuvre du patrimoine oral et immatériel de l'humanité : le théâtre de marionnettes sicilien (Opera dei Pupi) ;
- Chef-d'œuvre du patrimoine oral et immatériel de l'humanité : la pratique agricole traditionnelle de la culture de la « vite ad alberello » (taille de la vigne en gobelet) de la communauté de Pantelleria[30].

#### Hauts lieux
- Palerme ;
- Ségeste ;
- Sélinonte ;
- Cefalù ;
- Taormine ;
- Fontaine d'Acadine ;
- Villa romaine du Casale à Piazza Armerina ;
- Erice ;
- Catane ;
- Acireale ;
- Trapani ;
- Sciacca-Eraclea Minoa ;
- Caltanissetta ;
- Caltagirone ;
- Tindari.

### Filmographie sur la Sicile
- Sicilia!, un film de Jean-Marie Straub et Danièle Huillet, adaptation de Conversation en Sicile (1939) d'Elio Vittorini ;
- La terre tremble, de Luchino Visconti (1948) ;
- L'avventura, film de Michelangelo Antonioni (1960) qui, sans être un film sur la Sicile, donne à voir de nombreux paysages de l'île ;
- Divorce à l'italienne, film italien de Pietro Germi sorti sur les écrans en 1961 ;
- Salvatore Giuliano de Francesco Rosi (1961) qui retrace l'action du bandit Sicilien et l'environnement politique des années 1940-1950 ;
- Le Guépard, un film de Luchino Visconti (1963) ;
- Séduite et Abandonnée, un film de Pietro Germi, sur la jalousie et l'honneur à la sicilienne (1964) ;
- La Mafia fait la loi de Damiano Damiani, inspiré du roman Le jour de la chouette de Leonardo Sciascia (1968) ;
- Le Parrain (Mario Puzo's The Godfather), Le Parrain II (Mario Puzo's The Godfather : Part II), Le Parrain, 3e partie (Mario Puzo's The Godfather : Part III) films de Francis Ford Coppola (1972, 1974, 1990), dont de nombreuses scènes se déroulent en Sicile, paysage clé de la trilogie ;
- Le Sicilien, un film de Michael Cimino sorti le 28 octobre 1987 avec Christophe Lambert et John Turturro, sur le même personnage, Salvatore Giuliano ;
- Cinema Paradiso, de Giuseppe Tornatore (1988) ;
- Marchand de rêves, de Giuseppe Tornatore (1995) ;
- Les Cent Pas, de Marco Tullio Giordana (2000) ;
- Golden Door, de Emanuele Crialese (2007) ;
- La mafia tue seulement en été un film de Pierfrancesco Diliberto (2013) ;
- Salvo, film de Fabio Grassadonia et Antonio Piazza (2013) ;
- Palerme, film d'Emma Dante (2013) ;
- Bienvenue en Sicile, un film de Pierfrancesco Diliberto (2016) ;
- Tini : La Nouvelle Vie de Violetta, film Disney pour partie tourné en Espagne et également en Sicile (2016) ;
- Sicilian Ghost Story, film de Fabio Grassadonia et Antonio Piazza (2017).

### La Sicile dans la littérature

#### XVIIIesiècle
- Voyage Pittoresque des Isles de Sicile, de Malte et de Lipari, de Jean-Pierre Houël, qu’il publia de 1782 à 1787 (4 volumes in-folio) (lire en ligne). Pour l'illustrer, il grava des planches inspirées de ses dessins (Voir sur Commons).
- Voyage en Sicile, Dominique Vivant Denon, édition Didot l’Aîné, 1788
- Voyage en Sicile et à Malte, de Patrick Brydone traduit par Jean-Nicolas Démeunier, éd. Pissot et Le Jay, Amsterdam et Paris, 1776.
- (en) Travels in the Two Sicilies in the years 1775 and 1776, d'Henry Swinburne, Londres, P. Elmasly, 1783-1785, 2 vol (lire en ligne)

#### XIXesiècle
- L'Italie, la Sicile, les îles Éoliennes, l'île d'Elbe, la Sardaigne, Malte, l'ile de Calypso, Sicile et Malte, par M. D.-D. Farjasse - 1835, d'après les inspirations, les recherches et les travaux de MM. le vicomte de Chateaubriand, de Lamartine, Raoul-Rochette… [et al.] ; recueillis et publiés par Audot père (lire en ligne)
- Œuvres, Voyage en Suisse et en Italie (IX p. 271-360), de Johann Wolfgang von Goethe, Librairie de L. Hachette et Cie, 1862 (lire en ligne)
- La vie errante, de Guy de Maupassant, édition P. Ollendorff, 1890
- En Italie, de Henri Fleury, Édition Vienne, 1861 (lire en ligne)
- L'Italie de Jules Gourdault, Hachette (Paris), 1877, p. 681 (lire en ligne)
- Souvenirs de la Sicile, de Louis-Nic.-Phil.-Auguste de Forbin, Imprimerie Royale, 1823 (Bibliothèque Municipale de Lyon) (lire en ligne sur Google Livres)
- Un tour en Sicile, de Gonzalve de Nervo, édition Chez les marchands de nouveautés, Paris, 1833 (lire en ligne)
- L'Italie, la Sicile, Malte, la Grèce, l'Archipel, les îles Ioniennes et la Turquie : souvenirs de voyage historiques et anecdotiques, par Jean Giraudeau, 1835 (lire en ligne)
- La Sicile, souvenirs, récits et légendes, de Victor Postel, Éditeur : J. Lefort, (Lille), 18?? (lire en ligne)
- La Sicile, notes et souvenirs, par Roger Lambelin, Éditeur : Desclée de Brouwer (Lille), 1894 (lire en ligne)
- En voiturin : voyage en Italie et en Sicile, par Paul de Musset, Éditeur : Calmann Lévy, Paris, 1885 (lire en ligne)
- Italie, Sicile, Bohême : notes de voyage par Auguste Laugel, Paris, 1872 (lire en ligne)

#### XXesiècle
- Les mots sont des pierres. Voyage en Sicile, de Carlo Levi, éditions Nous, 2015
- Le radeau de la Gorgone. Promenades en Sicile, de Dominique Fernandez, éditions Grasset, 2017
- Le carrousel sicilien, de Lawrence Durrel, édition Gallimard, 1979
- Sicile : croquis italiens, de René Bazin, Éditeur : Calmann Lévy, Paris, 1904 (lire en ligne)
- Les paysages de Sicile décrits par les voyageurs français et britanniques aux XVIe et XVIIe siècles. De la Normandie à la Sicile : réalités, représentations, mythes, d'Hervé Brunon, 2004, Saint-Lô, France. (p. 173–193. ffhalshs-00138476) [PDF] (lire en ligne)
- L'Italie et la Sicile : récits de voyage / Gabriel Lécolle - 1908 (lire en ligne)
- Du volcan au chaos : journal sicilien, Édith de la Héronnière, Nous, 2017

### Écrivains siciliens
- Vincenzo Consolo ;
- Gesualdo Bufalino ;
- Giovanni Verga ;
- Luigi Capuana ;
- Federico De Roberto ;
- Luigi Pirandello ;
- Leonardo Sciascia ;
- Giuseppe Tomasi di Lampedusa ;
- Goliarda Sapienza ;
- Vitaliano Brancati ;
- Giosuè Calaciura : Borgo Vecchio ;
- Andrea Camilleri ;
- Giuseppe Bonaviri ;
- Dacia Maraini ;
- Salvatore Quasimodo ;
- Elio Vittorini.

## Drapeau et héraldique

Le drapeau sicilien, communément appelé Trinacria.

Héraldique régional.

Le drapeau et l'héraldique de la Région Sicile est un quadrilatère comportant les deux couleurs jaune et rouge, limités par une diagonale reliant le coin haut à gauche à celui du bas à droite, avec au centre un triskèle représentant trois jambes nues tournant dans le sens inverse des aiguilles d'une montre et en son milieu le Gorgoneion, visage de Méduse (mythologie).
Le drapeau est présent, selon la loi régionale no 1 de 2000, dans tous les bâtiments publics régionaux.

## Hymne officiel
L'hymne Madreterra (it) a été composé par Vincenzo Spampinato (it) et a été joué pour la première fois par l'Orchestre symphonique sicilien (it) en 2003. Il s'agit du premier hymne officiel adopté par une région autonome italienne.
L'hymne a été source de polémiques vu la décision d'écrire le texte officiel en langue italienne au lieu de celle sicilienne[réf. nécessaire].

## Économie

### Données générales
L'économie sicilienne, pauvre en grandes industries, est dominée par les 43 000 sociétés familiales, qui représentent 76 % des entreprises de plus de trois salariés, et sont actives dans l'industrie (Salerno Packaging, Irritec), l'agroalimentaire (Agrumaria Corleone, Antica Dolceria Bonajuto, Tasca d'Almerita), le textile (Giglio.com) ou encore le tourisme. Plus anciennes que la moyenne des entreprises familiales italiennes, ces sociétés siciliennes sont dirigées à 95 % par un membre de la famille quasiment toujours un homme alors que les femmes sont à la tête d'un quart des entreprises individuelles et des sociétés publiques.
La région souffre comme l'ensemble du Mezzogiorno d'un retard économique, d'un fort taux de chômage (environ 20 % des actifs), ainsi que de l'infiltration mafieuse.
En 2006, le produit intérieur brut (PIB) de la Sicile atteint 82 938,6 millions d'euros, et le PIB/habitant est de 16 531,50 euros. Le nombre d'entreprises s'élève à 234 623. En 2012, le PIB était de 84,9 milliards d'euros (5,4 % du PIB de l'Italie), soit 16 826 euros par habitant, contre 25 600 au niveau de l'ensemble du pays.
L'économie est majoritairement tertiaire (services publics, et dans une moindre mesure l'intermédiation financière, l'immobilier et le commerce), avec un certain développement de l'agriculture (7 % des emplois) et une faible industrialisation (9,6 % des emplois).
En 2012, l'île fournissait 3,3 % des exportations italiennes (issues essentiellement des industries pétrochimique, chimique, agricole et électronique).
En 2013, le taux de chômage était de 21 % contre 12,2 % au niveau national, touchant principalement les femmes et les jeunes.
Palerme et Catane concentrent les principales entreprises siciliennes. Catane accueille le plus vaste parc scientifique régional, l'Etna Valley, spécialisé en informatique et en biotechnologie. Les autres principales zones industrielles sont autour de Messine, Syracuse et Gela, zones dominées par l'industrie pétrochimique, et dans les régions de Mazara del Vallo, Marsala et Trapani, notamment liées aux activités maritimes et viticoles.

#### Données économiques
Le tableau indique le PIL (PIB en italien) et le PIL par habitant en Sicile de 2000 à 2009 :
|                                          | 2000     | 2001     | 2002     | 2003     | 2004     | 2005     | 2006     | 2008      | 2009     |
| ---------------------------------------- | -------- | -------- | -------- | -------- | -------- | -------- | -------- | --------- | -------- |
| Produit intérieur brut (million d'euros) | 67 203,8 | 70 530,1 | 72 855   | 75 084,5 | 77 327,3 | 80 358,1 | 82 938,6 | 88 327,73 | 86015    |
| PIL prix marché par habitant (euro)      | 13 479,6 | 14 185,7 | 14 662,2 | 15 053,9 | 15 440,1 | 16 023,2 | 16 531,5 | 17 533    | 17 045,2 |

Le tableau indique le PIB de la Sicile aux prix courants du marché en 2006, exprimé en millions d'euros rapporté aux principales activités économiques :
| Macro-activité économique                                                 | PIB produit | % secteur du PIB régional | % secteur du PIB italien |
| Agriculture, sylviculture, pêche                                          | 2 923,3 €   | 3,52 %                    | 1,84 %                   |
| Industrie                                                                 | 7 712,9 €   | 9,30 %                    | 18,30 %                  |
| Construction                                                              | 4 582,1 €   | 5,52 %                    | 5,41 %                   |
| Commerce, réparation, hôtels et restaurants, transports et communications | 15 159,7 €  | 18,28 %                   | 20,54 %                  |
| Activité bancaire ; activité immobilière                                  | 17 656,1 €  | 21,29 %                   | 24,17 %                  |
| Autres activités et services                                              | 24 011,5 €  | 28,95 %                   | 18,97 %                  |
| TVA, impôts indirects nets sur les produits, taxes sur les importations   | 10 893,1 €  | 13,13 %                   | 10,76 %                  |
| PIL Sicile aux prix de marché                                             | 82 938,6 €  |                           |                          |

### Tourisme

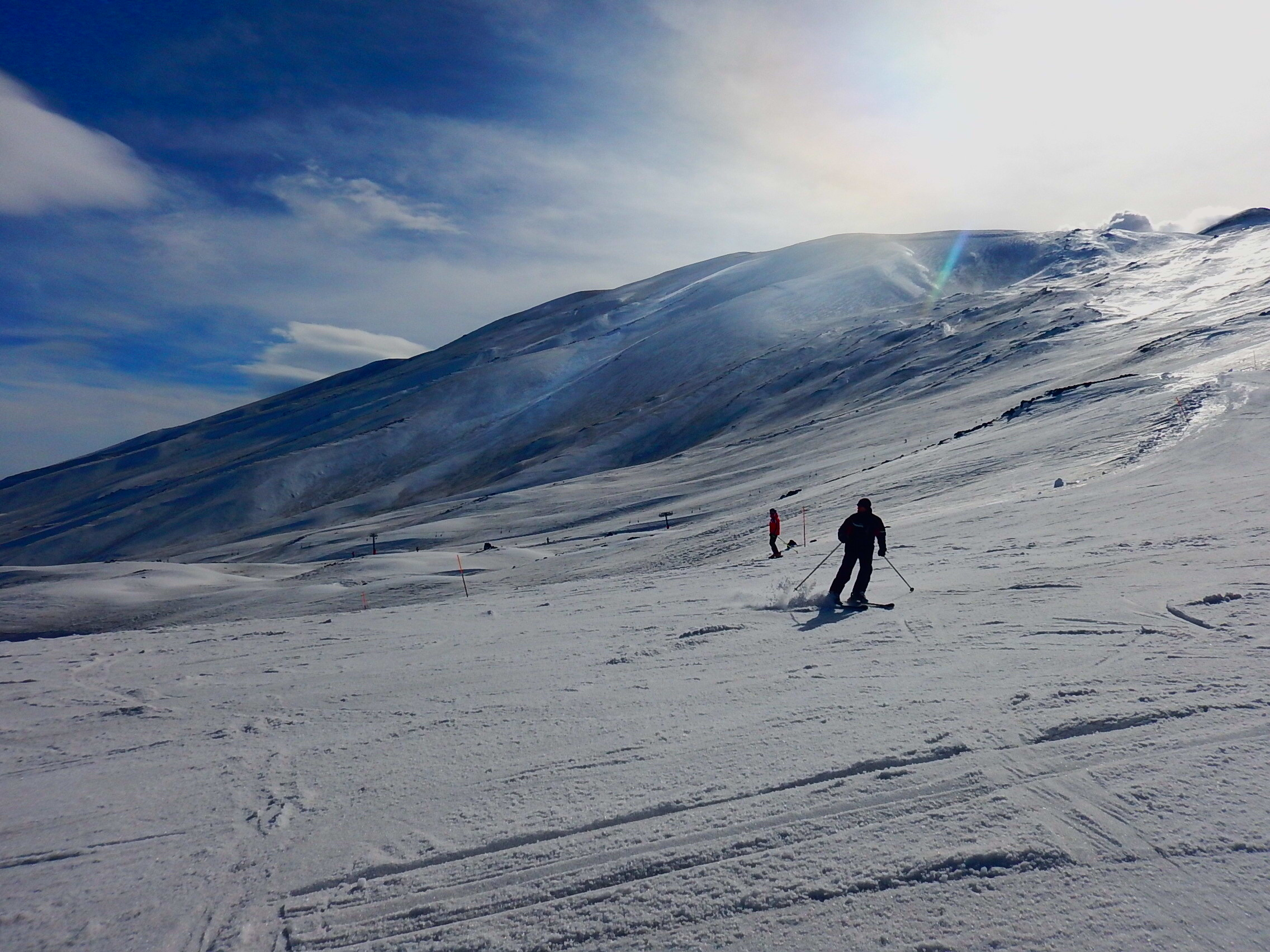
Le volcan Etna a aussi deux stations de sport d'hiver.

Le patrimoine naturel et culturel de l'île fait du tourisme un des secteurs majeurs de l'économie sicilienne, même s'il ne représente que 4 % du PIB régional contre 10,3 % du PIB italien, freiné par le manque d'infrastructures, le ralentissement du tourisme national, et la saisonnalité de la demande également géographiquement concentrée autour de quelques pôles urbains. L'île est en effet dotée d'une offre touristique importante et variée, alliant entre autres tourisme balnéaire (Terrasini, Cefalù, Taormine), naturel (Etna) et culturel (Palerme, Agrigente, Noto…).

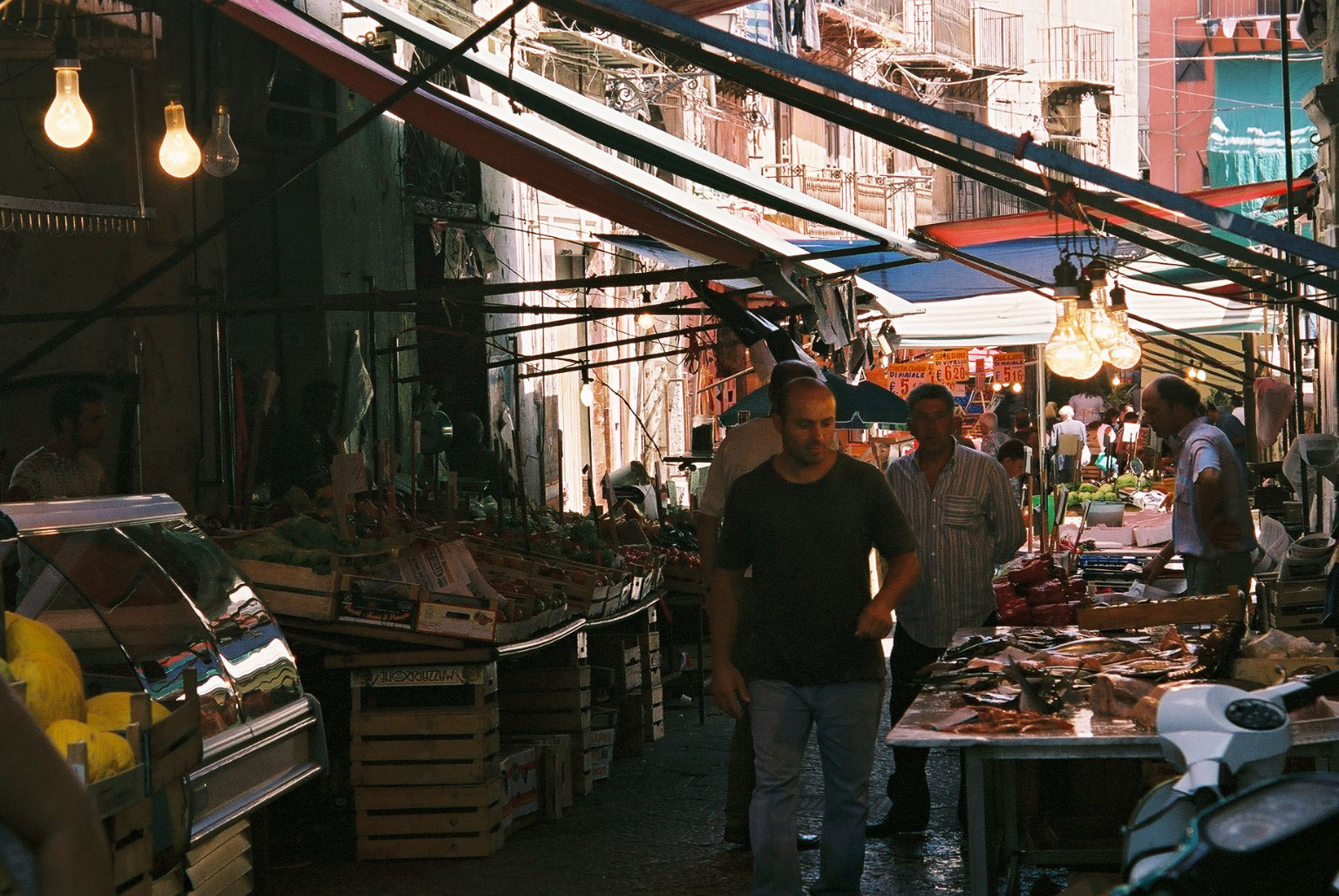
Scène de marché à Palerme.

En 2013, les établissements d'hébergement ont accueilli 4,4 millions de personnes pour des séjours moyens de 3,3 nuits. Les Italiens composent la majorité de ces touristes (55,48 %). La Sicile s'est impliquée dans le tourisme durable, via de nombreuses randonnées équestres organisées un peu partout sur l'île et qui en font une spécificité de la randonnée dans les îles de Méditerranée..

### Agriculture
L'agriculture garde un poids déterminant dans l'économie sicilienne, en employant 10 % des actifs, contre 4,1 % au niveau national.
L'île a des terres riches et fertiles (volcaniques et/ou argilo-calcaires) qui produisent vin, huile d'olive, légumes, blé, amandes, grenades, agrumes (en particulier les citrons, les mandarines telles celles de Croceverde Giardini, ou encore la bergamote et le papyrus).
Près de 1 734 200 hectares de terre sont cultivés soit 67 % de la superficie de l'île dont, en 2013, 301 000 consacrés à la culture des céréales, 156 000 à celle des oliviers, 129 000 à la viticulture et 86 000 hectares à la culture des agrumes. Les légumes et les primeurs sont les cultures à plus haute valeur ajoutée.
Actuellement, Syracuse est le seul endroit en Europe où l'on peut trouver du papyrus à l'égyptienne.

#### Pêche
La pêche tient également une place importante dans les localités maritimes. La pêche au thon est une des activités majeures.
L'espadon est l'un des mets préférés des Siciliens. Quelques villages pratiquent encore la pêche traditionnelle (appelée chasse) dans le détroit de Messine.

#### Vins
La Sicile possède le plus grand vignoble italien, produisant annuellement huit millions d’hectolitres de vin sur 180 000 hectares et comportant une vingtaine de cépages autochtones plantés.
Déjà, les Phéniciens, avec les Grecs, y auraient inventé la vinification entre le Xe et le VIIIe siècle av. J.-C.. Les premiers colons grecs apportent de nouveaux cépages qu'ils acclimatent rapidement et plantent sur la côte orientale, en particulier dans le secteur de l’Etna. Le vignoble archaïque de Naxos est l'un des plus importants de l'île et égale dès le VIe siècle av. J.-C. les vignobles grecs. Hippys de Rhégion évoque au Ve siècle le vin doux syracusain appelé Pollios, dérivé du cépage Byblinos issu de Méditerranée orientale. Au IVe siècle, Agrigente abrite selon Polykleitos de Larissa, un imposant complexe de vinification et de celliers.
Puis, Pline l'Ancien dans son Histoire naturelle témoigne de la renommée à l'époque de Jules César du mamertin de Messine et cite comme de moins grande qualité le potulan et le vin de Tanrominium, ainsi qu'un vin doux d'aluntium. Les Byzantins puis les musulmans développent la culture de la vigne, ces derniers introduisant le zibibbo. Les Normands poursuivent cette culture, à l'instar de la vinerie de l'abbaye Santa Anastasia fondée par Roger de Hauteville en 1101.
En 1773, le marchand anglais John Woodhouse découvre le vin de Marsala auquel il ajoute de l'alcool pour l'exporter dans le monde entier, suivi de plusieurs compatriotes, comme la famille Whitaker.
Au XXe siècle, la Sicile reste un gros producteur de raisins, mais en exporte l'essentiel, abandonnant la valorisation de ses crus. Dans les années 2000, les domaines viticoles renaissent autour des cépages traditionnels comme le nero d'Avola, le nerello mascalese, le nerello mantellato, le perricone, le frappato et le calabresenero d'Avola en rouge, le catarratto, le grecanico, le grillo, l'inzolia, le zibibbo, le damaschino, le trebbiano, l'ansonica, le moscato bianco et le corinto nero en blanc, mais aussi de cépages importés (merlot, cabernet sauvignon, cabernet franc et syrah ; chardonnay et viognier).
Protégés par les mentions traditionnelles DOCG (Cerasuolo di Vittoria), DOC et IGT, les vins les plus connus sont ceux produits près de Noto, de Marsala et de Pantelleria.

### Industrie
La Sicile n'est pas une région fortement industrielle, bien que des mines de soufre aient été fortement exploitées à la fin du XIXe siècle. L'installation d'usines s'est faite sous l'impulsion de politiques étatiques, à travers la « Caisse pour le Mezzogiorno ». Le résultat de ces politiques a été la création de véritables « cathédrales dans le désert », tel le pôle pétrochimique de Syracuse. L'industrie extractive est présente à travers les gisements de pétrole et de gaz naturel dans le sud-est de l'île. Au total, l'industrie participe au produit intérieur brut de la Sicile presque autant que l'agriculture.
En 2012, 29 481 entreprises industrielles exerçait leurs activités dans le domaine manufacturier, l'alimentaire et la métallurgie. Les régions de Catane et de Palerme sont les plus industrialisées.
La Région sicilienne reconnait 23 districts productifs : District Agrumes de Sicile (Catane), District de la figue de Barbarie de Sicile (San Michele di Ganzaria), district de la pierre de lave (Belpasso), le district mécatronique (Palerme), district de la mode Mythos (Palerme), le district nautique de la Méditerranée (Palerme), le district de la pêche et de la croissance bleue (Mazara del Vallo), le district horticole du sud-est de la Sicile (Raguse), le district laitier et fromager (Raguse), le district de la construction et des énergies renouvelables Ecodomus (Licata), le district des fruits secs de Sicile (Mazzarino), le district des viandes (Messine), le district des fruits et légumes de qualité (Syracuse), le District des céramiques Made in Sicily (Palerme), le District du marbre sicilien (Custonaci), le District du vin de Sicile (Palerme), le district Dolce Sicilia (Palerme), le District de l'huile d'olive extra vierge sicilienne et le district Olives de table siciliennes (Castelvetrano), le District de la laine sicilienne (Cammarata), le District Luxury hospitality (Palerme), le district Sicilia 5.0 (Catane) et le district Sicily Valley (Palerme).

## Transports

### Données générales
Les principaux aéroports, assurant des liaisons vers le reste de l'Italie et vers l'international, sont l'aéroport de Catane à l'est (6 206 662 passagers en 2012), l'aéroport de Palerme à l'ouest (4 335 668 passagers en 2013), ainsi que ceux de Comiso et Trapani. Ils accueillent 8,9 % des passagers d'Italie.
Les transports maritimes sont très développés, notamment en raison de l'insularité. La Sicile compte 48 ports (18,2 % de tous les ports italiens). Le port de Messine, à 3 km de la Calabre, permet de relier l'Italie continentale par des navettes, et permet des liaisons entre les réseaux routiers et ferrés des deux côtés du détroit de Messine. Le trafic passager et commercial vers le reste de l'Italie existe à travers les principaux ports de l'île. Des liaisons quotidiennes par car-ferries reliant Palerme aux principaux ports du continent existent également. La compagnie Grandi Navi Veloci assure des traversées vers Gênes, Civitavecchia et Naples tandis que Grimaldi Lines relie l'île à Livourne et Salerne. La compagnie Tirrenia assure de son côté la liaison avec Naples. Il existe aussi une ligne internationale vers la Tunisie assurée par Grandi Navi Veloci de même qu'une liaison avec la France assurée par Corsica Ferries - Sardinia Ferries en 2019.
Le réseau routier se compose des autoroutes A18 (Messine-Catane, prolongée jusque Syracuse et Gela), Catane-Syracuse, A19 (Palerme-Catane), A20 (Messine-Palerme), A29 (Palerme-Trapani/Mazara del Vallo). De nombreux axes secondaires structurent le territoire.
Le réseau ferré de Trenitalia assure des liaisons entre les principales villes. Les deux axes les plus développés relient Palerme et Catane avec Messine (le long de la côte nord et nord-orientale, respectivement). Des trains InterCity, plus rapides mais moins fréquents, desservent les gares principales. Il existe aussi un trafic régional plus lent. Récemment, le chemin de fer reliant Palerme à Catane via l'intérieur de l'île (environ 3 heures) a été remis en service, toutefois avec un nombre limité de trajets par jour. Par ailleurs, dans la ville métropolitaine de Catane, il existe un réseau ferré indépendant de Trenitalia et desservant les villes situées autour du volcan Etna (telles que Giarre, Randazzo, Bronte, Adrano et Paternò), appelé Ferrovia Circumetnea.
Côté ouvrage d'art, le pont Costanzo est le viaduc le plus haut (168 m), le viaduc de Fichera le plus long (7,3 km) ; les tunnels de Caltanissetta (routier de 4 km) et celui de Peloritana (ferroviaire de 12,8 km) les plus longs de la région.

### Autoroutes
Des autoroutes ont récemment été construites et agrandies au cours des quatre dernières décennies. Les plus importants sont les autoroutes (autostrada) qui traversent la partie nord de l'île. Une grande partie du réseau autoroutier est élevée et desservie par des viaducs en raison du relief montagneux de l'île,,,. D'autres routes principales sont les Strade Statali comme la SS.113 qui relie Trapani à Messine (via Palerme), la SS.114, Messine-Syracuse (via Catane) et la SS.115, Syracuse-Trapani (via Raguse, Gela et Agrigente).
| Nom | Autoroute                        | Longueur | Péage | Services |
| --- | -------------------------------- | -------- | ----- | -------- |
|     | A18 Messine-Catane               | 76 km    | Oui   | Oui      |
|     | RA15 - Catane périphérique ouest | 24 km    | Libre | Oui      |
|     | Catane-Syracuse                  | 25 km    | Libre | Non      |
|     | A18 Syracuse-Rosolini            | 40 km    | Libre | Non      |
|     | A19 Palerme-Catane               | 199 km   | Libre | Oui      |
|     | A20 Palerme-Messine              | 181 km   | Oui   | Oui      |
|     | A29 Palerme-Mazara del Vallo     | 119 km   | Libre | Non      |
|     | A29 dir Alcamo-Trapani/Marsala   | 38,44 km | Libre | Non      |

### Projet de pont de Messine
Un pont suspendu de 5 300 mètres entre la Sicile et la péninsule italienne a été mis en projet par le gouvernement italien, le pont de Messine. La décision de construire le pont, sous l'impulsion de la droite de Silvio Berlusconi, est très contestée par certains milieux politiques de gauche, et le gouvernement de Romano Prodi l'a suspendu en 2006. Le projet, sans cesse reporté, reste depuis soumis aux aléas politiques.

## Société

### Ethnies et minorités étrangères
Au 31 décembre 2015, il y a 183 192 résidents étrangers dans la région (3,61 % de la population totale). Les groupes de plus de 2 000 ressortissants sont :
- Roumanie 53 189 ;
- Tunisie 19 244 ;
- Maroc 14 840 ;
- Sri Lanka 13 452 ;
- Bangladesh 8 134 ;
- Albanie 8 039 ;
- Chine 7 306 ;
- Pologne 5 390 ;
- Philippines 5 343 ;
- Ghana 3 782 ;
- Nigeria 3 394 ;
- Maurice 2 874 ;
- Sénégal 2 700 ;
- Ukraine 2 120 ;
- Pakistan 2 093.

### Langues et dialectes
La langue officielle parlée en Sicile est l'italien. Une grande partie de la population locale parle aussi dans leurs cercles intimes le sicilien, reconnue comme langue par l'UNESCO et l'Union européenne mais qui ne bénéficie d'aucune forme de protection par la Région sicilienne ou l'État italien. À l'intérieur même de la langue sicilienne, on trouve des dialectes, différents suivant les régions de la Sicile, mais tous mutuellement intelligibles.
Le sicilien est considéré comme langue régionale en vertu de la Charte européenne des langues régionales ou minoritaires, signée par l'Italie le 27 juin 2000, mais pas encore ratifiée.
Sur l'île, il y a quelques minorités ethno-linguistiques : la minorité albanaise, appelée Arbëresh, dans la province de Palerme, qui elle est considérée par la loi nationale de 1999 et protégée par la loi régionale de 1998 ; la minorité gallo-italique de la Lombardie sicilienne et celle grecque de Messine,.

### Qualité de vie
Le rapport établi par Legambiente et Il Sole 24 Ore sur l'écosystème urbain sur la qualité écologique des chefs-lieux italiens prend en compte la fiabilité du système du transport urbain, de la surface verte par habitant, l'efficacité du réseau de l'eau, la qualité de l'air, des pistes cyclables, de la quantité des eaux retraitées, de la diffusion des énergies renouvelables, de la gestion et du tri des déchets.
Les données pour la Sicile classent ses chefs-lieux dans le fond des classements nationaux : (Données de 2012)
| Position 2013 | Province      | Variation | Position 2012 |
| ------------- | ------------- | --------- | ------------- |
| 84            | Raguse        | 3         | 81            |
| 88            | Enna          | 1         | 87            |
| 89            | Syracuse      | 1         | 88            |
| 91            | Messine       | 3         | 94            |
| 96            | Agrigente     | 1         | 95            |
| 95            | Trapani       | 5         | 101           |
| 100           | Caltanissetta | 5         | 105           |
| 101           | Catane        | 11        | 90            |
| 106           | Palerme       | 7         | 99            |

### Mafia
Le terme mafia ou Cosa Nostra se réfère à l'origine uniquement à l'organisation criminelle sicilienne. Son émergence remonte au début du XIXe siècle, lorsque les gardiens géraient quotidiennement les terrains de la noblesse sicilienne et les tâcherons qui y travaillaient en usant de violence et d'intimidation.
À partir des années 1950, la mafia se rapproche étroitement de la politique : depuis Vito Ciancimino, des représentants de la politique sicilienne ont été reconnus comme complices. Les guerres internes se sont produites : la première guerre de la mafia (en 1962) et la deuxième guerre (en 1978).
La période entre les années 1980 et 1990 voit de nombreux homicides, assassinats et attentats sur l'île. La lutte contre la mafia s'organise avec comme résultat le « maxiprocesso » (maxi-procès) de Palerme en 1986. Giovanni Falcone et Paolo Borsellino qui mènent la lutte contre les noyaux d'adhérents à la mafia sont tués en 1992, après d'autres meurtres, comme ceux de Cesare Terranova, Carlo Alberto Dalla Chiesa, Antonino Saetta (it), Piersanti Mattarella, Pio La Torre, Salvatore Lima, Rosario Livatino et Ninni Cassarà. La mafia sicilienne pose également des bombes sur le continent en 1993 et 1994 : via Fauro à Rome, contre la Galerie des Offices à Florence, via Palestro à Milan, contre les églises San Giorgio in Velabro et Saint-Jean-de-Latran, puis le stade olympique à Rome.
Après une accalmie, suivent les arrestations de parrains comme Totò Riina, en 2006, celle d'un chef historique de la mafia Bernardo Provenzano et, en 2007, l'arrestation de Salvatore Lo Piccolo, son successeur. Matteo Messina Denaro, considéré comme le successeur de Lo Piccolo et Provenzano au sommet de Cosa Nostra, est arrêté en 2023 après 30 ans de cavale.
Les activités du crime organisé limitent le potentiel de croissance de l'île. Les pouvoirs publics ont confisqué 5 515 avoirs issus de la mafia entre janvier 2013 et septembre 2014. L'Union européenne a investi 63 millions d'euros au titre du FEDER 2007-2013 afin de transformer d'anciennes propriétés de la mafia en centres d'agritourisme et d'affaires.

## Administration et politique

### Organisation politique et administrative
La Sicile a le statut de région autonome d'Italie depuis 1946. Elle possède un organe législatif, l'assemblée régionale (Assemblea regionale siciliana), dont les 90 membres élisent un conseil régional (giunta regionale) de 12 ministres (assessori). Le chef de l'exécutif est le président de la région, élu directement par les citoyens pour un mandat de cinq ans.
Elle dispose de ce fait de pouvoirs plus étendus que les autres régions,, et aussi réglemente directement les municipalités de l'île.
Les compétences exclusives sont l'agriculture, la sylviculture, l'industrie, le commerce et l'aménagement urbain (au titre de l'article 14, titre II du statut du gouvernement régional de Sicile), ainsi que les transports régionaux et les communications ; la santé et la sécurité publiques ; les soins de santé ; l'enseignement secondaire et supérieur ; la règlementation des crédits financiers et des produits d'assurance et d'épargne ; les affaires sociales (relations professionnelles, protection et aide sociales) ; les taxes agricoles ; les services publics ; tout autre domaine touchant à des services d'intérêt régional (au titre de l'article 17, titre IV du statut du gouvernement régional de Sicile).
En 2013 et 2014, l'assemblée régionale a adopté une réforme des autorités locales remplaçants les 9 provinces existantes par des associations libres de communes (liberi consorzi).
Politiquement, la région est marquée par le vote catholique centriste. Bastion de la Démocratie chrétienne jusqu'au début des années 1990, la Sicile vote désormais traditionnellement à droite.

### Municipalités les plus peuplées
| Position 2014 | Ville            | habitants |
| ------------- | ---------------- | --------- |
| 1             | Palerme          | 677 854   |
| 2             | Catane           | 315 614   |
| 3             | Messine          | 241 373   |
| 4             | Syracuse         | 122 222   |
| 5             | Marsala          | 82 885    |
| 6             | Gela             | 76 807    |
| 7             | Raguse           | 72 860    |
| 8             | Trapani          | 69 162    |
| 9             | Vittoria         | 62 953    |
| 10            | Caltanissetta    | 62 935    |
| 11            | Agrigente        | 59 669    |
| 12            | Bagheria         | 55 859    |
| 13            | Modica           | 54 796    |
| 14            | Acireale         | 52 861    |
| 15            | Mazara del Vallo | 51 698    |
| 16            | Misterbianco     | 51 087    |

### Anciennes provinces siciliennes

Les neuf provinces siciliennes.

Les 9 anciennes provinces siciliennes sont abrogées par la loi adoptée le 19 mars 2013 par l'Assemblée régionale sicilienne. Elles sont remplacées par des syndicats libres de communes dont l'élection était prévue en décembre 2017,.
Les anciennes provinces sont les suivantes :
- Agrigente (Agrigento) ;
- Caltanissetta ;
- Catane (Catania) ;
- Enna ;
- Messine (Messina) ;
- Palerme (Palermo) ;
- Raguse (Ragusa) ;
- Syracuse (Siracusa) ;
- Trapani.

## Personnalités

### Siciliens dans l'histoire
- Archimède - scientifique et philosophe ;
- Empédocle - philosophe ;
- Eunus - esclave révolté ;
- Diodore de Sicile - historien ;
- Gorgias - philosophe ;
- Jawhar al-Siqilli - général et chef d'État ;
- Frédéric II du Saint-Empire - empereur.

### Personnalités originaires de Sicile
- Sergio Mattarella, président de la République italienne ;
- Eleonora Abbagnato, danseuse ;
- Salvatore Adamo, chanteur, compositeur ;
- Rosa Balistreri, chanteuse ;
- Joseph Balsamo, dit Cagliostro ;
- Pipina Bonasera, actrice du théâtre grec ;
- Vitaliano Brancati, écrivain ;
- Vincenzo Bellini, compositeur ;
- Andrea Camilleri, écrivain, metteur en scène ;
- Frank Capra, cinéaste (originaire de Bisacquino) ;
- Frédéric François, chanteur ;
- Giovanni Gentile, philosophe ;
- Salvatore Giuliano, hors-la-loi ;
- Renato Guttuso, peintre ;
- Enzo Maiorca, plongeur ;
- Ettore Majorana, physicien ;
- Antonino Mancuso Fuoco, peintre ;
- Antonello da Messina, peintre ;
- Giovanni Pacini, compositeur ;
- Francesco Pennisi, compositeur ;
- Luigi Pirandello, écrivain ;
- Salvatore Quasimodo, écrivain ;
- Alessandro Scarlatti, compositeur ;
- Salvatore Schillaci, footballeur ;
- Leonardo Sciascia, écrivain ;
- Marco Ingrao, footballeur ;
- Giuseppe di Stefano, ténor ;
- Giuseppe Tomasi di Lampedusa, écrivain ;
- Giuseppe Tornatore, réalisateur ;
- Giovanni Verga, écrivain ;
- Elio Vittorini, écrivain ;
- Pippo Baudo, présentateur TV ;
- Maria Grazia Cucinotta, actrice ;
- Margareth Madè, actrice ;
- Rosario Fiorello, présentateur, chanteur, acteur et homme de spectacle ;
- Mario Balotelli, footballeur ;
- Vincenzo Nibali, cycliste ;
- Alberto D'Ascola (Alborosie), chanteur reggae.